# О (паровоз)
О («Основной») — первый паровоз «нормального типа», то есть принятый основным в локомотивном парке российских железных дорог. В период с 1890 по 1915 год на двенадцати паровозостроительных заводах было изготовлено более 9 тыс. локомотивов этой серии, что сделало паровоз О самым массовым из дореволюционных локомотивов. Этот локомотив работал на всех государственных и большинстве частных железных дорог Российской империи, а также и на всех железных дорогах Советского Союза. Самые известные (и наиболее массовые) разновидности — Ов и Од, получившие прозвища соответственно «овечка» и «джойка». Также паровозы О, являясь основными локомотивами бронепоездов, участвовали в Гражданской и Великой Отечественной войнах.

## История создания и развития

### Предыдущие паровозы с четырьмя движущими осями
Первые паровозы с четырьмя движущими осями (тип 0-4-0) появились на российских железных дорогах в 1858—1859 годах — раньше, чем на бельгийских (1879), германских (1882) и британских (1889) железных дорогах. 16 локомотивов были изготовлены на Александровском заводе в Санкт-Петербурге и предназначались для Петербурго-Московской (Николаевской) железной дороги, где ещё имелся затяжной подъём в 8 ‰, что требовало на этом участке применения двойной тяги паровозами типа 0-3-0. Масса этих паровозов составляла 42 тонны, а диаметр движущих колёс — 1102 мм. Результаты работы новых локомотивов оказались удовлетворительными, поэтому в период с 1867 по 1880 год на дорогу поступили ещё 189 паровозов данного типа, а в 1859 году - 8 подобных локомотивов на Волго-Донскую железную дорогу.
Довольно скоро паровозы типа 0-4-0 стали появляться и на других железных дорогах Российской империи. Так, в 1866 году такие паровозы поступили на Московско-Курскую железную дорогу, при этом их вес составлял уже 49 тонн. В 1870-е годы целый ряд заводов (в том числе и зарубежных) начинает поставлять паровозы типа 0-4-0 на российские железные дороги, причём конструкции паровозов, даже одного завода, отличались друг от друга. Масса локомотивов возросла до 51 тонны, а некоторых — почти до 54 тонн, диаметр колёс у разных моделей составлял от 1200 до 1300 мм.

### Паровозы с парораспределительным механизмом Джоя

#### Паровозы типов 39 и 40 Коломенского завода

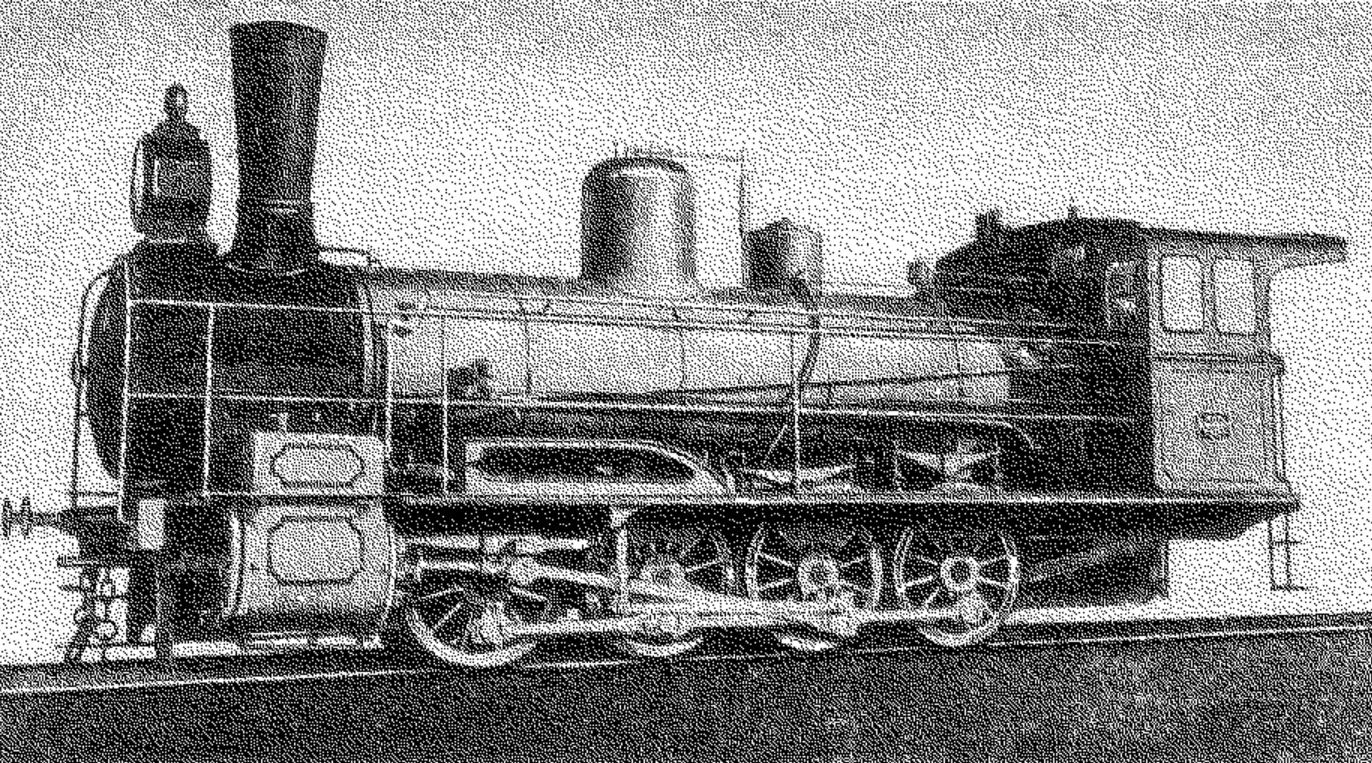
Паровоз серии К (Ч^{к}) Владикавказской железной дороги (тип 39)

В 1890 году Коломенский машиностроительный завод изготовил для Владикавказской железной дороги 10 паровозов заводского типа 39. На дороге они получили обозначение К и номера 301—310 (с 1910 года № 3301 — 3310). За основу конструкции этих паровозов был взят паровоз «правительственного запаса» (в 1912 году этот паровоз получил обозначение серии Чк) с парораспределительным механизмом шотландского инженера Александра Аллана (1809—1891). От него был почти полностью заимствован паровой котёл, но претерпела небольшие изменения экипажная часть, а паровая машина простого действия была заменена машиной компаунд. Помимо этого, давление пара в котле было поднято с 8 до 11 кгс/см², а парораспределительный механизм Аллана с внутренним расположением кулисы был заменён на более удобный в ремонте механизм Джоя, у которого кулиса была расположена снаружи. Впоследствии завод внёс небольшие изменения в конструкцию (изменена конструкция будки, уменьшена площадь нагрева котла и уменьшена сцепная масса), получив таким образом тип 40. В 1891 и 1892 году завод поставил на дорогу по 20 паровозов нового типа. Также в 1891 году Коломенский завод поставил 28 паровозов данного типа на Московско-Нижегородскую дорогу, где они получили обозначения Е1 — Е28. От паровозов для Владикавказской железной дороги они отличались несколько увеличенной испаряющей поверхностью котла.
В 1912 году данным паровозам, несмотря на то, что у них был установлен парораспределительный механизм Джоя, было присвоено обозначение Чк (как и паровозам «правительственного запаса»). Впоследствии, при передаче этих паровозов с Владикавказской на другие железные дороги их, несмотря на то, что диаметр колёс был равен 1200 мм, стали обозначать серией ОдК. Паровозам Е1 — Е28 присвоили обозначение серии Од (см. ниже) и номера 200—227.

#### Паровозы серии Одс уменьшенным диаметром колёс
Так как тяга паровоза обратно пропорциональна диаметру движущих колёс (то есть чем меньше диаметр, тем больше тяга), то в 1892 году Коломенским заводом были построены 20 паровозов, у которых, в отличие от паровозов серии К (Чк), диаметр колёс был уменьшен до 1150 мм. Ещё одним отличием был трёхосный тендер (у паровозов Чк тендеры были четырёхосными). Паровозы поступили на Владикавказскую железную дорогу, где получили обозначения Л401 — Л420. В технической литературе они получили наименование паровозов «нормального типа 1892 г.». Также Коломенский завод строил для Курско-Харьково-Азовской ж. д. локомотивы, которые несколько отличались от паровозов «нормального типа» по конструкции, им присвоили обозначение серии Т. В 1892 году были выпущены паровозы с номерами 1425—1443, 1493—1499, а в 1893 году — с номерами 1505—1509, то есть всего 61 паровоз. Впоследствии на Курско-Харьково-Севастопольской железной дороге они получили обозначение серии К и номера 600—630.
В 1893 году комиссия Министерства путей сообщения тщательно рассмотрела результаты работы паровозов Т Курско-Харьково-Азовской ж. д. и предложила внести ряд конструкционных изменений, среди которых были следующие:
- диаметр большого цилиндра увеличить с 710 до 730 мм;
- вместо нагнетательных инжекторов, расположенных под будкой машиниста, поставить всасывающие горизонтальные инжекторы Фридмана[7] класса 9 (крепятся на котле);
- вместо двойной клёпаной с прокладками тендерной рамы сделать одинарную листовую.

Все эти изменения были выполнены (руководил работами инженер С. И. Смирнов) и получившийся четырёхосный паровоз с машиной компаунд получил наименование «паровоза нормального типа 1893 г.». Этот паровоз был принят в серийное производство для всех казённых и некоторых частных железных дорог. Количество построенных паровозов «Нормального типа 1893 г.» по годам с указанием заводов-изготовителей приведено в табл. 1.
| Завод-изготовитель            | Количество паровозов «Нормального типа 1893 г.» | Количество паровозов «Нормального типа 1893 г.» | Количество паровозов «Нормального типа 1893 г.» | Количество паровозов «Нормального типа 1893 г.» | Количество паровозов «Нормального типа 1893 г.» | Количество паровозов «Нормального типа 1893 г.» | Количество паровозов «Нормального типа 1893 г.» | Количество паровозов «Нормального типа 1893 г.» |
| ----------------------------- | ----------------------------------------------- | ----------------------------------------------- | ----------------------------------------------- | ----------------------------------------------- | ----------------------------------------------- | ----------------------------------------------- | ----------------------------------------------- | ----------------------------------------------- |
| Завод-изготовитель            | 1893                                            | 1894                                            | 1895                                            | 1896                                            | 1897                                            | 1898                                            | 1899                                            | Всего                                           |
| Коломенский (тип 50)          | 30                                              | 60                                              | 37                                              | 65                                              | 89                                              | 8                                               | —                                               | 289                                             |
| Брянский (типы 2, 3, 4, 5, 6) | 34                                              | 99                                              | 98                                              | 132                                             | 21                                              | —                                               | —                                               | 384                                             |
| Воткинский                    | —                                               | —                                               | 5                                               | 12                                              | 14                                              | 18                                              | 16                                              | 65                                              |
| Невский                       | 16                                              | 48                                              | 58                                              | 51                                              | 56                                              | —                                               | —                                               | 229                                             |
| Путиловский                   | —                                               | 28                                              | 76                                              | 111                                             | 28                                              | —                                               | —                                               | 243                                             |
| Sigl                          | —                                               | —                                               | 10                                              | —                                               | —                                               | —                                               | —                                               | 10                                              |
| Австрийское общество          | —                                               | —                                               | 20                                              | —                                               | —                                               | —                                               | —                                               | 20                                              |
| Henschel                      | —                                               | 10                                              | —                                               | —                                               | —                                               | —                                               | —                                               | 10                                              |
| Schwartzkopff                 | —                                               | —                                               | 103                                             | 20                                              | —                                               | —                                               | —                                               | 123                                             |
| Всего                         | 80                                              | 245                                             | 407                                             | 391                                             | 208                                             | 26                                              | 16                                              | 1373                                            |

В процессе выпуска конструкция паровоза претерпела небольшие изменения. Например, с конца 1895 года испаряющая поверхность нагрева котла была сокращена с 167,5 м² (210 дымогарных труб) до 152,6 м² (190 дымогарных труб), а у паровозов ОН1 — ОН15 Московско-Курской, Т442 — Т544, Т562 — Т594 Рязано-Уральской железных дорог диаметр цилиндров высокого давления был уменьшен до 490 мм (у остальных вышеупомянутых он равнялся 500 мм).
В 1912 году паровозы «нормального типа 1892 г.» и «нормального типа 1893 г.» получили наименование серии Од, где О означала «основной тип», а индекс д — с кулисным механизмом Джоя и уменьшенным до 1150 мм диаметром колёс.

#### Паровозы серии Од
Одной из первых новые паровозы получила Харьково-Николаевская железная дорога, и уже в первый год их эксплуатации (1895) выяснилось, что по сравнению с ранее работавшими на этой дороге паровозами типа 0-4-0 серии Ч, у которых была простая машина и давление пара в котле на 2 кгс/см² ниже, новые локомотивы оказались неэкономичны — перерасход угля достигал 9 %, и это при том, что вес составов не изменился. Аналогичная ситуация с паровозами Од была и на других железных дорогах. Из-за этого в 1896 году на XVII Совещательном съезде инженеров службы тяги Министерством путей сообщения был поставлен на обсуждение вопрос о конструктивных недостатках этих паровозов. В результате было принято решение о 99 изменениях в конструкции паровоза, из которых особо стоит выделить увеличение диаметра колёс с 1150 до 1200 мм и повышение давления пара в котле с 11 до 11,5 кгс/см² (последнее было необходимо для сохранения силы тяги). Изготовление новых чертежей было поручено Коломенскому заводу, где в процессе работы О. И. Глеб-Кошанский (директор завода) предложил при отсечке 0,4 у малого цилиндра установить отсечку 0,5 у большого. В результате был создан паровоз, которые получил наименование «нормального типа 1897 г.».
Помимо Коломенского завода, паровозы «нормального типа 1897 г.» начали изготавливать все предприятия Российской империи, у которых была возможность строить паровозы. Так, именно с паровозов «нормального типа 1897 г.» началось паровозостроение на Харьковском, Сормовском и Луганском заводах. Паровозы данного типа выпускались с 1897 по 1903 год (табл. 2).
| Завод-изготовитель       | Количество паровозов «Нормального типа 1897 г.» | Количество паровозов «Нормального типа 1897 г.» | Количество паровозов «Нормального типа 1897 г.» | Количество паровозов «Нормального типа 1897 г.» | Количество паровозов «Нормального типа 1897 г.» | Количество паровозов «Нормального типа 1897 г.» | Количество паровозов «Нормального типа 1897 г.» | Количество паровозов «Нормального типа 1897 г.» |
| ------------------------ | ----------------------------------------------- | ----------------------------------------------- | ----------------------------------------------- | ----------------------------------------------- | ----------------------------------------------- | ----------------------------------------------- | ----------------------------------------------- | ----------------------------------------------- |
| Завод-изготовитель       | 1897                                            | 1898                                            | 1899                                            | 1900                                            | 1901                                            | 1902                                            | 1903                                            | Всего                                           |
| Коломенский              | 6                                               | 56                                              | 72                                              | 61                                              | 93                                              | 30                                              | —                                               | 318                                             |
| Брянский (типы 8, 9, 19) | 104                                             | 145                                             | 96                                              | 105                                             | 44                                              | 20                                              | —                                               | 514                                             |
| Воткинский               | —                                               | —                                               | 8                                               | 56                                              | 11                                              | 6                                               | 19                                              | 100                                             |
| Луганский                | —                                               | —                                               | —                                               | 69                                              | 135                                             | 28                                              | —                                               | 232                                             |
| Невский                  | 42                                              | 97                                              | 20                                              | 52                                              | 95                                              | 90                                              | —                                               | 396                                             |
| Путиловский              | 122                                             | 92                                              | 46                                              | 59                                              | 156                                             | —                                               | —                                               | 475                                             |
| Сормовский               | —                                               | 28                                              | 156                                             | 76                                              | 94                                              | 50                                              | —                                               | 404                                             |
| Харьковский              | 20                                              | 112                                             | 191                                             | 169                                             | 150                                             | 71                                              | 20                                              | 733                                             |
| Всего                    | 294                                             | 530                                             | 589                                             | 647                                             | 778                                             | 295                                             | 39                                              | 3172                                            |

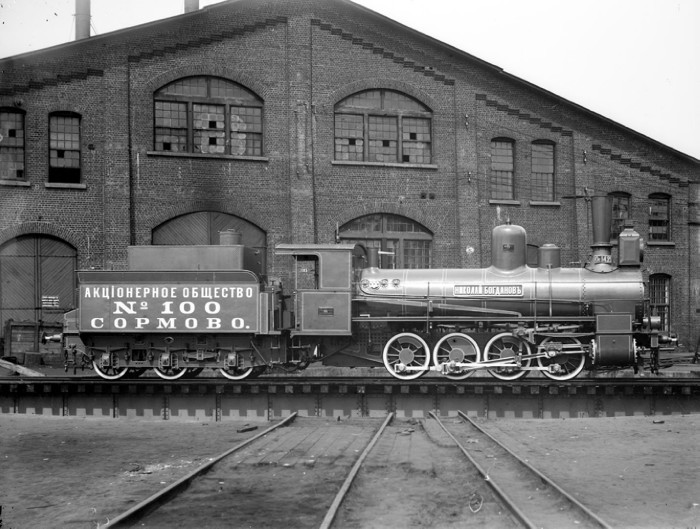
Паровоз серии О^{д} (100-й паровоз Сормовского завода)

В 1912 году паровозам «нормального типа 1897 г.» присвоили наименование серии Од — «Основной тип» с кулисным механизмом Джоя и увеличенным диаметром колёс.

#### Паровозы серии Ол
Несмотря на ряд улучшений, по сравнению с паровозом Од паровозы серии Од всё равно были недостаточно экономичными. Помимо этого, проведённые 1898—1900 годы на Харьково-Николаевской железной дороге испытания паровозов, выявили у них и неудовлетворительное парораспределение. В результате, по предложению инженера Ю. В. Ломоносова, были переделаны некоторые элементы парораспределительного механизма, что однако не дало ощутимых результатов. Всего до 1916 года переделке подверглись 194 паровоза серий Од и Од, которые получили наименование серии Ол.

### Паровозы с парораспределительным механизмом Вальсхарта

#### Опытные паровозы серии Ок

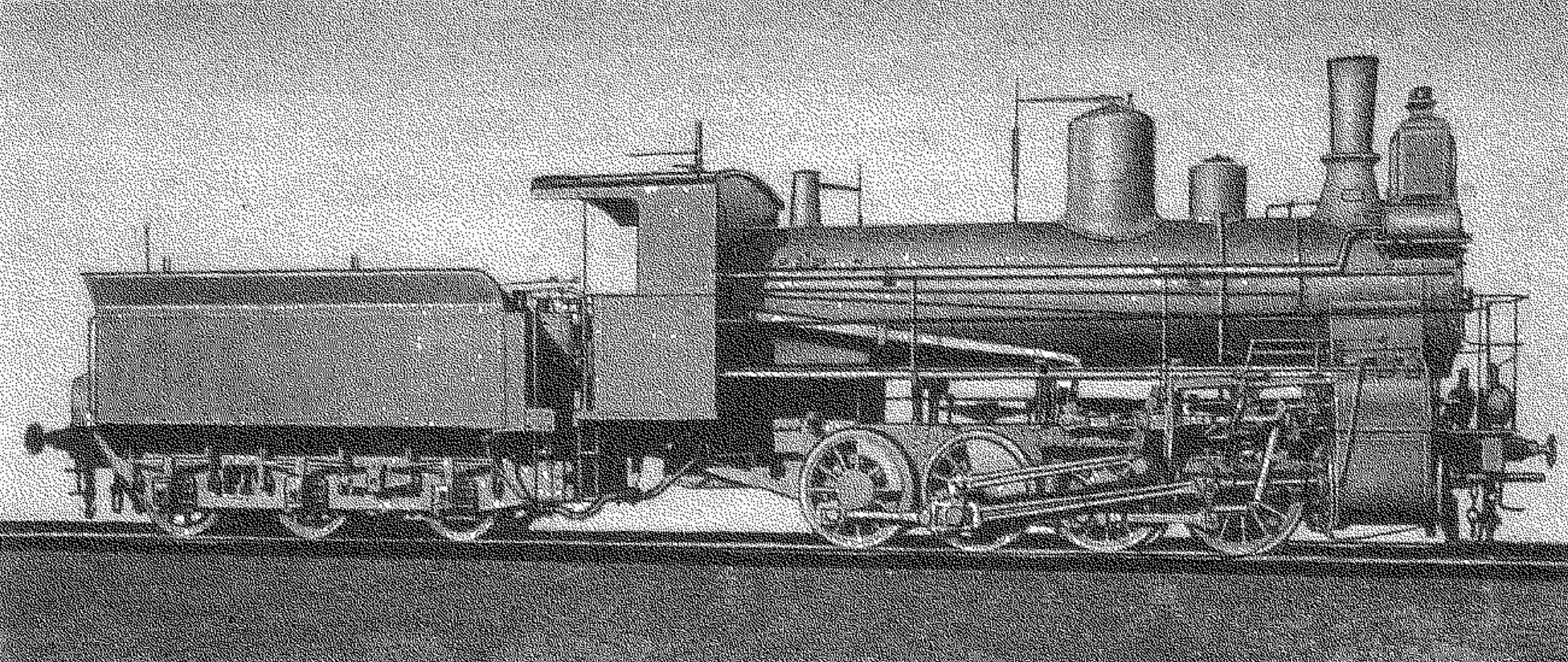
Паровоз серии К_{с} (О^{к}) Юго-Западных железных дорог (тип 66)

Так как у предыдущих паровозов «нормального типа» наблюдалась неудовлетворительная работа парораспределительного механизма, то в 1899 году Коломенский завод построил 2 паровоза (заводской тип 66) с парораспределительным механизмом Вальсхарта, но изменённый Коломенским заводом. Изменение заключалось в том, что для уменьшения игры камня в кулисе приводной вал был связан с золотниковой тягой шарнирно с помощью муфты. По сравнению с паровозами Од, у этих двух локомотивов диаметр колёс (1200 мм), колёсная база (3890 мм) и давление пара в котле (11,5 кгс/см²) остались без изменений. Их двигателем также служила машины компаунд, но диаметр её цилиндров был увеличен до 510 и 740 мм (большого и малого давлений соответственно). Общая площадь нагрева котла сократилась с 152,6 до 144,4 м², а ось самого котла была поднята над головками рельсов на 2500 мм (у Од — 2090 мм). Также на паровозах был применён аппарат Дульца, который при трогании с места пускал пар сразу в цилиндр низкого давления, тем самым повышая в этот момент силу тяги. Паровозы поступили на Юго-Западные железные дороги, где им присвоили обозначения Кс300 и Кс301.
При работе данных паровозов часто наблюдалась систематическая нехватка пара на необходимых для ведения поездов отсечках, что было связано с тем, что на паровозах была установлена мощная паровая машина при недостаточно производительном паровом котле. Из-за этого паровозы типа 66 не получили дальнейшего распространения. В 1912 году паровозы Кс300 и Кс301 получили серию Ок и номера 7579, 7578.

#### Паровозы серий Ови Ок

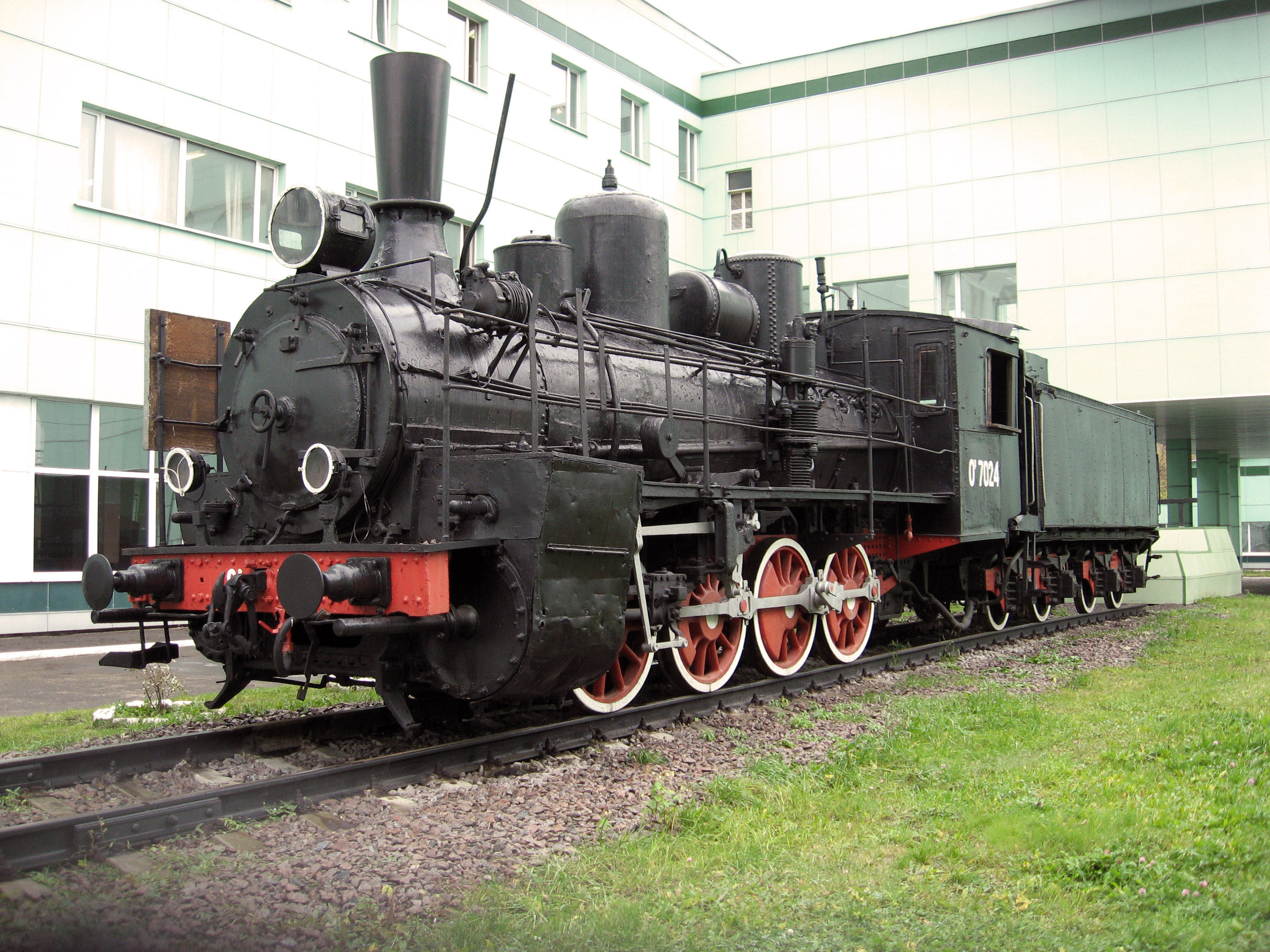
Паровоз серии О^{в} в локомотивном депо Москва-Сортировочная

В 1901 году на XXIII Совещательном съезде инженеров службы тяги был очередной раз рассмотрен вопрос о работе паровозов «типа 1897 г.» (Од), в результате чего появился ряд рекомендаций о конструкционных изменениях. Среди этих изменений наиболее серьёзными были следующие:
- вместо предохранительных клапанов английского инженера Джона Рамсботтома (1814—1897), использовать рычажно-пружинные клапаны;
- одновременно с трёхосными тендерами применять и четырёхосные;
- устанавливать механизм Вальсхарта взамен парораспределительного механизма Джоя.

В результате модернизации, проведённой в соответствии с предложениями XXIII Совещательного съезда, был получен паровоз, который получил обозначение «нормальный тип 1901 г.». Как и паровозы «нормального типа 1897 г.», новый паровоз изготавливался российскими заводами в достаточно большом количестве (табл. 3), причём выпускались паровозы как с оригинальным парораспределительным механизмом Вальсхарта, так и с изменённым Коломенским заводом (как на указанных выше Кс300 и Кс301). В процессе выпуска конструкция паровозов претерпела некоторые изменения, а давление пара в котле было поднято до 12 кгс/см². Паровозам с изменённой конструкцией было присвоено наименование «нормального типа 1904 г.». В 1912 году паровозам с оригинальным парораспределительным механизмом Вальсхарта было присвоено обозначение серии Ов — «основной Вальсхарта», а паровозам с изменённым парораспределительным механизмом — Ок — «основной коломенский».
| Завод-изготовитель                                                                       | Количество паровозов       | Количество паровозов       | Количество паровозов       | Количество паровозов       | Количество паровозов       | Количество паровозов       | Количество паровозов       | Количество паровозов       | Количество паровозов       | Количество паровозов       | Итого |
| Завод-изготовитель                                                                       | «Нормального типа 1901 г.» | «Нормального типа 1901 г.» | «Нормального типа 1901 г.» | «Нормального типа 1901 г.» | «Нормального типа 1901 г.» | «Нормального типа 1901 г.» | «Нормального типа 1904 г.» | «Нормального типа 1904 г.» | «Нормального типа 1904 г.» | «Нормального типа 1904 г.» | Итого |
| ---------------------------------------------------------------------------------------- | -------------------------- | -------------------------- | -------------------------- | -------------------------- | -------------------------- | -------------------------- | -------------------------- | -------------------------- | -------------------------- | -------------------------- | ----- |
| Завод-изготовитель                                                                       | 1901                       | 1902                       | 1903                       | 1904                       | 1905                       | Всего                      | 1905                       | 1906                       | 1907                       | Всего                      | Итого |
| Коломенский (типы 88, 89)                                                                | —                          | 38                         | 12                         | 134                        | 68                         | 252                        | 105                        | 20                         | 49                         | 174                        | 426   |
| Из них с парораспределительным механизмом, изменённым Коломенским заводом                | —                          | 11                         | 12                         | 32                         | 68                         | 123                        | 105                        | —                          | 37                         | 142                        | 265   |
| Брянский (типы 23, 24, 25, 27, 30, 31, 32)                                               | —                          | 9                          | 101                        | 134                        | 109                        | 353                        | 95                         | 196                        | 25                         | 316                        | 669   |
| Воткинский                                                                               | —                          | —                          | 12                         | 29                         | —                          | 41                         | 35*                        | 35                         | 35                         | 105                        | 146   |
| Луганский                                                                                | —                          | 57                         | 63                         | 146                        | 69                         | 335                        | 179                        | 184                        | 35                         | 398                        | 733   |
| Невский                                                                                  | —                          | 73                         | 115                        | 118                        | 68                         | 374                        | 111                        | 107                        | 43                         | 261                        | 635   |
| Путиловский                                                                              | 59                         | 14                         | 70                         | 61                         | —                          | 204                        | —                          | 91                         | 36                         | 127                        | 331   |
| Сормовский                                                                               | —                          | 96                         | 68                         | 186                        | 68                         | 418                        | 199                        | 41                         | 40                         | 280                        | 698   |
| Харьковский                                                                              | —                          | —                          | 108                        | 105                        | 58                         | 271                        | 83                         | 134                        | 52                         | 269                        | 540   |
| Всего                                                                                    | 59                         | 287                        | 549                        | 913                        | 440                        | 2248                       | 807                        | 808                        | 315                        | 1930                       | 4178  |
| * Переход от «нормального типа 1901 г.» к «нормальному типу 1904 г.» точно не установлен |                            |                            |                            |                            |                            |                            |                            |                            |                            |                            |       |

После 1907 года, когда на паровозостроительных заводах начался массовый выпуск более мощного и быстроходного паровоза «нормального типа 1905 г.» серии Щ, выпуск паровозов Ов резко сократился (табл. 4). Большинство паровозов, построенных после 1908 года, имели четырёхосные тендеры конструкции Путиловского завода. После Первой мировой и Гражданской войн выпуск паровозов серии Ов был возобновлён в 1925 году на Луганском паровозостроительном заводе. В 1925 году завод выпустил 6 паровозов, в 1926 году — 24, в 1927 году — 30 и в 1928 году — 12, то есть всего 72 локомотива, которым были присвоены номера 8001 — 8072. Все они были направлены на пути промышленных предприятий.

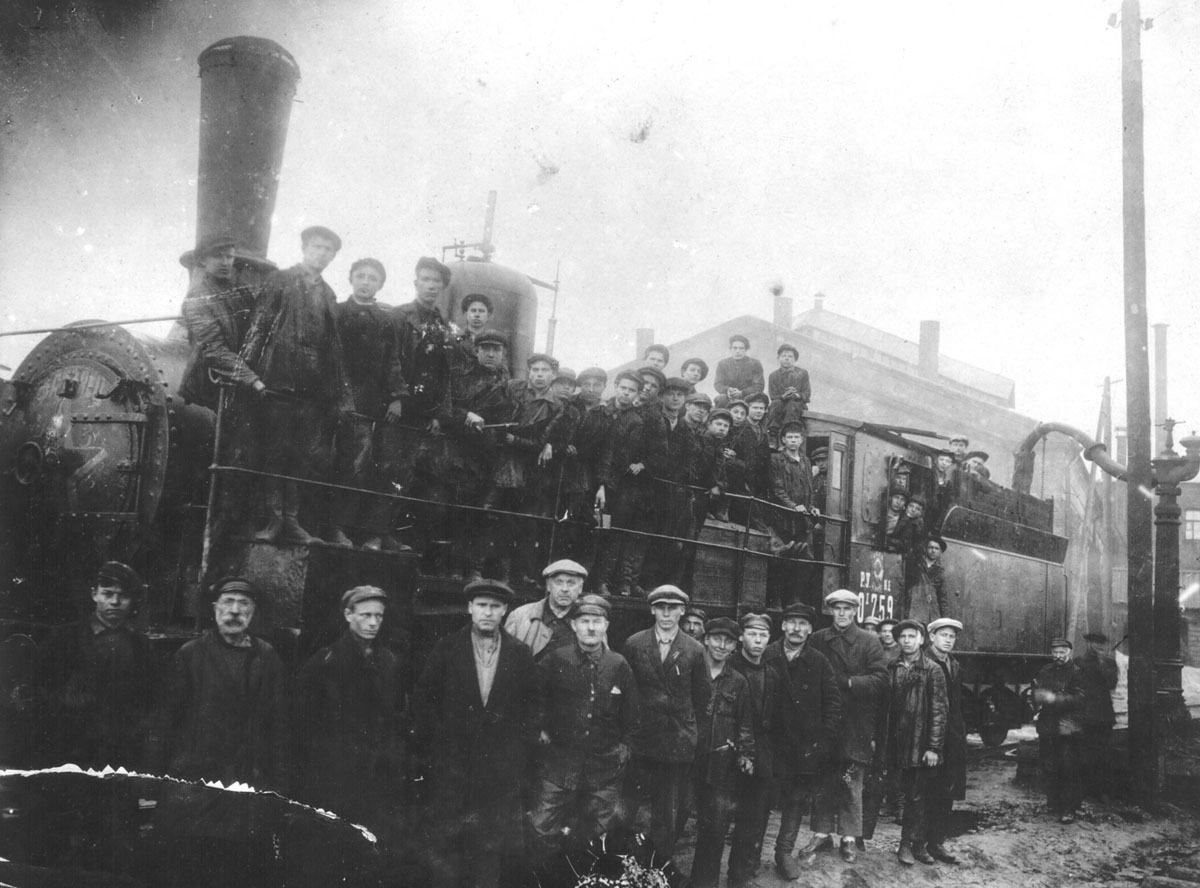
Паровоз О^{в} в локомотивном депо Аткарск

| Завод-изготовитель   | Количество паровозов серии Ов | Количество паровозов серии Ов | Количество паровозов серии Ов | Количество паровозов серии Ов | Количество паровозов серии Ов | Количество паровозов серии Ов | Количество паровозов серии Ов | Количество паровозов серии Ов | Количество паровозов серии Ов | Количество паровозов серии Ов |
| -------------------- | ----------------------------- | ----------------------------- | ----------------------------- | ----------------------------- | ----------------------------- | ----------------------------- | ----------------------------- | ----------------------------- | ----------------------------- | ----------------------------- |
| Завод-изготовитель   | 1908                          | 1909                          | 1910                          | 1911                          | 1912                          | 1913                          | 1914                          | 1915                          | Всего                         |                               |
| Коломенский (тип 89) | —                             | 6                             | —                             | 6                             | —                             | 2                             | —                             | —                             | 14                            |                               |
| Брянский (тип 32)    | —                             | —                             | —                             | —                             | 1                             | —                             | —                             | —                             | 1                             |                               |
| Луганский            | —                             | —                             | —                             | 1                             | 1                             | 12                            | —                             | —                             | 14                            |                               |
| Путиловский          | 16                            | —                             | —                             | —                             | —                             | 13                            | —                             | —                             | 29                            |                               |
| Сормовский           | —                             | —                             | —                             | 2                             | —                             | —                             | —                             | —                             | 2                             |                               |
| Харьковский          | 4                             | 4                             | 44                            | 6                             | 6                             | 19                            | 9                             | 62                            | 130                           |                               |
| Всего                | 20                            | 8                             | 22                            | 15                            | 8                             | 46                            | 9                             | 62                            | 190                           |                               |

#### Паровозы серии Оп
Так как оборудование паровозов пароперегревателями в ряде случаев повышало экономичность паровозов, то довольно быстро возникла необходимость в оборудовании ими партии паровозов Ов и Од (см. ниже) и выпуске новых локомотивов. В 1907 году Путиловский завод изготовил для Николаевской железной дороги 10 паровозов серии Оп № 1189—1198. В 1908 году для этой же дороги Сормовским заводом были изготовлены паровозы серии Ос № 1212—1214. В 1912 году все 13 паровозов с пароперегревателями получили обозначение серии Оп.

### Эксперименты с паровозами
Так как первые паровозы серии О (Од и Од) не были экономичными, то на ряде дорог проводили эксперименты с различными модернизациями этих локомотивов. Так, в начале XX века на Юго-Восточных дорогах были переделаны 2 паровоза «типа 1893 г.». На них были установлены котлы с увеличенным до 13 кгс/см² давлением пара, а также с повышенными испаряющей поверхностью нагрева и площадью колосниковой решётки. Одновременно кулисный механизм Джоя был заменён механизмом Вальсхарта. После произведённой переделки на паровозах была получена значительная экономия топлива, но из-за течи труб они так и не были введены в эксплуатацию.
В 1896 году на Харьково-Николаевской железной дороге на одном из паровозов (Гп330) паровая машина компаунд была переделана на простую. Из-за переделки расход топлива увеличился на 22 %, но причина осталась неустановленной, так как никаких исследований за паровозом, который получил обозначение Гр, не велось. Аналогичная переделка была произведена и на Рязано-Уральской железной дороге, но никаких наблюдений за переделанными паровозами на ней также не велось.
В 1913 году на паровозе Од510 Николаевской железной дороги паровая машина компаунд была заменена на простую машину с диаметром цилиндров 500 мм. В 1915 г. такой же переделке подвергся паровоз ББ493 Риго-Орловской железной дороги. Оба паровоза получили обозначение Оо. Перерасход топлива на них составлял 15 % по сравнению с паровозами Од, кроме того, они не могли нести поездную службу, так как при езде на отсечках 0,4 им всё время не хватало пара. В результате вскоре их машины снова заменили на машины компаунд.
В 1916 году на паровозе Ов5177 был установлен камерный пароперегреватель Покрживницкого. Он размещался над цилиндрической частью котла, что позволяло иметь бо́льшую поверхность нагрева и получать более высокую температуру перегретого пара. В дальнейшем подобные пароперегреватели ставились на опытных паровозах Еф и Лк типа 1-5-0.

### Перенумерация паровозов
16 апреля 1912 года Циркуляром Управления железных дорог Министерства путей сообщения была введена разработанная профессором Ю. В. Ломоносовым единая система обозначения серий паровозов как для казённых, так и для частных железных дорог. К тому времени на разных железных дорогах Российской империи насчитывалось несколько десятков обозначений для паровозов «нормального типа», часто с совпадающими номерами, поэтому при введении обозначений серии О с различными индексами паровозам были присвоены также и новые номера. В соответствии с наличным парком паровозов каждой железной дороге выделили группу номеров, которые она использовала при перенумерации локомотивов (табл. 5). Наиболее интенсивно эта работа проводилось в период 1913—1915 гг., а после революций 1917 г. она была практически прекращена. При передаче паровозов серии О различных исполнений с частных железных дорог на казённые перенумерация их велась иногда хаотично, в результате чего в парке появлялись по два, а то и по три паровоза с одинаковыми номерами.
| Железная дорога                              | Номера паровозов с 1912 года по сериям | Номера паровозов с 1912 года по сериям | Номера паровозов с 1912 года по сериям | Номера паровозов с 1912 года по сериям | Номера паровозов с 1912 года по сериям | Номера паровозов с 1912 года по сериям | Номера паровозов с 1912 года по сериям |
| -------------------------------------------- | -------------------------------------- | -------------------------------------- | -------------------------------------- | -------------------------------------- | -------------------------------------- | -------------------------------------- | -------------------------------------- |
| Железная дорога                              | Од                                     | Од                                     | Ол                                     | Ов                                     | Ок                                     | Оп                                     | Оо                                     |
| Александровская                              | —                                      | 852 — 936                              | —                                      | 3702 — 3804                            | —                                      | —                                      | —                                      |
| Варшаво-Венская                              | —                                      | 937 — 960                              | 3508 — 3511                            | 3805                                   | —                                      | 7581 — 7585                            | —                                      |
| Екатерининская                               | 1 — 99                                 | 961 — 1149                             | —                                      | 3806 — 4028                            | —                                      | —                                      | —                                      |
| Забайкальская                                | 100 — 108                              | 1150 — 1348                            | —                                      | 4029 — 4310                            | —                                      | —                                      | —                                      |
| Закавказская                                 | 109 — 148                              | 1384 — 1471                            | —                                      | 4311 — 4421                            | —                                      | —                                      | —                                      |
| Либаво-Роменская                             | 149 — 199                              | 1472 — 1577                            | —                                      | 4422 — 4508                            | —                                      | —                                      | —                                      |
| Московско-Курская, Нижегородская и Муромская | 200 — 305                              | 1578 — 1693                            | —                                      | 4509 — 4595                            | 7316 — 7372                            | —                                      | —                                      |
| Николаевская                                 | 306 — 330                              | 1694 — 1763                            | 3512 — 3521                            | 4596 — 4824                            | 7373 — 7382                            | 7586 — 7593                            | 7594                                   |
| Пермская                                     | 331 — 344                              | 1764 — 1918                            | —                                      | 4825 — 4990                            | 7383 — 7387                            | —                                      | —                                      |
| Полесские                                    | —                                      | 1919 — 2005                            | 3522 — 3530                            | 4991 — 5075                            | —                                      | —                                      | —                                      |
| Привисленские                                | 345 — 380                              | 2006 — 2155                            | —                                      | 5076 — 5301                            | —                                      | —                                      | —                                      |
| Риго-Орловская                               | 381 — 401                              | 2156 — 2360                            | —                                      | 5302 — 5369                            | —                                      | —                                      | 7595                                   |
| Самаро-Златоустовская                        | 402 — 493                              | 2361 — 2472                            | 3531 — 3548                            | 5370 — 5511                            | 7388 — 7404                            | —                                      | —                                      |
| Сибирская                                    | 494 — 565                              | 2473 — 2803                            | —                                      | 5512 — 5784, 7596 — 7604               | 7405 — 7485                            | —                                      | —                                      |
| Среднеазиатская                              | 566 — 585                              | 2808 — 2881                            | —                                      | 5785 — 5957                            | 7463 — 7485                            | —                                      | —                                      |
| Сызрано-Вяземская                            | 586 — 606                              | 2882 — 3017                            | —                                      | 5958 — 6004                            | 7486 — 7528                            | —                                      | —                                      |
| Северные                                     | 607 — 648                              | 3018 — 3126                            | 3549 — 3550                            | 6005 — 6166                            | 7529 — 7540                            | —                                      | —                                      |
| Северо-Западные                              | 649 — 657                              | 3127 — 3297                            | 3551 — 3562                            | 6167 — 6259                            | 7541 — 7543                            | —                                      | —                                      |
| Ташкентская                                  | 658 — 660                              | 3298 — 3327                            | 3563 — 3608                            | 6260 — 6563                            | 7544 — 7578                            | —                                      | —                                      |
| Юго-Западные                                 | 661 — 756                              | 3328 — 3421                            | —                                      | 6564 — 6997                            | 7579 — 7580                            | —                                      | —                                      |
| Южные                                        | 757 — 851                              | 3422 — 3507                            | 3609 — 3701                            | 6998 — 7315                            | —                                      | —                                      | —                                      |
| Всего перенумерованных паровозов             | 851                                    | 2656                                   | 194                                    | 3623                                   | 265                                    | 13                                     | 2                                      |

### Модернизация паровозов
Паровозы Оп (см. выше) показывали весьма хорошие результаты, поэтому с 1915 года началась переделка паровозов Ов. На паровозах машину компаунд заменяли простой машиной с цилиндрами диаметром 540 мм, испаряющая поверхность нагрева делали равной 132,5 м², поверхность нагрева пароперегревателя 27 м², давление пара в котле составляло 12 кгс/см² (как и у паровозов Ов, выпущенных после 1904 года). Переделанные паровозы получали обозначение Оп (с пароперегревом). С 1933 года при переделке стали использовать машину с диаметром цилиндров 500 мм, испаряющая поверхность нагрева при этом была снижена до 126,9 м², а поверхность пароперегревателя увеличена до 41,1 м². Такое изменение позволяло сохранять правый поршень, но для сохранения силы тяги пришлось повысить давление пара до 14 кгс/см².
И машина компаунд, и пароперегреватель позволяли получить экономию топлива, поэтому применение машины компаунд при перегретом паре теоретически должно было дать ещё большую экономию. Впервые это предложение ещё в 1911 году выдвинул инженер А. О. Чечотт. Испытания паровоза серии Ыч, на котором это было реализовано, подтверждали получение дополнительной экономии. Вновь к этой идее вернулись в 1920-е, когда в 1926—1927 гг. часть паровозов Ов была оборудована пароперегревателями без замены паровой машины. Таким паровозам присвоили обозначение Оч (в честь инженера Чечотта), параметры их котлов были как у паровозов Оп, переделывающихся с 1915 г. В эксплуатации такие паровозы, по сравнению с паровозами серии Оп, позволяли получать экономию топлива около 6—8 %, но в то же время были весьма сложны в обслуживании.
В 1931—1934 гг., в преддверии широкой переделки Ов в Оп, была заготовлена большая партия цилиндров с круглыми золотниками. Но так, как к тому времени большинство паровозов О было переведено на манёвры, где применение перегретого пара было уже не так важно, переделка была быстро прекращена. Но для того, чтобы заготовленные золотники не пропадали без дела, в 1935 году Народный комиссариат путей сообщения дал указание ставить их на паровозы Ов в случае необходимости смены правых цилиндров. Эти паровозы получили обозначение серии Окр (с круглыми золотниками). Также НКПС дал указание, согласно которому, при смене левого или одновременно левого и правого цилиндров на паровозах серии Ов должны были ставить цилиндры с круглыми золотниками, но не устанавливать при этом пароперегреватель. Такие паровозы предназначались для работы на манёврах, поэтому им было дано обозначение Оман (маневровые).
В 1923 г. на нескольких десятках паровозах Ов были поставлены новые котлы, а давление пара подняли до 14 кгс/см². Таким паровозам, работавшим на насыщенном паре, было присвоено обозначение Оу (усиленные).

## Конструкция
Основные характеристики различных типов паровозов О приведены в таблице 6.
| Тип паровоза или завод изготовитель                                       | Серия по системе 1912 г. | Масса в рабочем состоянии, т | Диаметр движущих колёс, мм | Диаметр цилиндров, мм | Ход поршня, мм | Поверхность нагрева, м² | Поверхность нагрева, м² | Количество труб | Количество труб | Площадь колосниковой решётки, м² | Давление пара, кгс/см² |
| Тип паровоза или завод изготовитель                                       | Серия по системе 1912 г. | Масса в рабочем состоянии, т | Диаметр движущих колёс, мм | Диаметр цилиндров, мм | Ход поршня, мм | испаряющая              | пароперегревателя       | дымогарных      | жаровых         | Площадь колосниковой решётки, м² | Давление пара, кгс/см² |
| ------------------------------------------------------------------------- | ------------------------ | ---------------------------- | -------------------------- | --------------------- | -------------- | ----------------------- | ----------------------- | --------------- | --------------- | -------------------------------- | ---------------------- |
| Тип 39 Коломенского завода                                                | Чк                       | 52,5                         | 1200                       | 500/710               | 650            | 174,6                   | —                       | 206             | —               | 1,85                             | 11                     |
| Тип 40 Коломенского завода                                                | Чк                       | 50,0                         | 1200                       | 500/710               | 650            | 154,0                   | —                       | 192             | —               | 1,85                             | 11                     |
| «                                                                         | Одк                      | 50,0                         | 1200                       | 500/710               | 650            | 167,5                   | —                       | 210             | —               | 1,85                             | 11                     |
| Нормальный тип 1892 г. (Тип 50 Коломенского завода)                       | Од                       | 51,0                         | 1150                       | 500/710               | 650            | 167,5                   | —                       | 210             | —               | 1,85                             | 11                     |
| Нормальный тип 1893 г. (Тип 50 Коломенского завода) выпуска 1893—1895 гг. | Од                       | 52,3                         | 1150                       | 500/730               | 650            | 167,5                   | —                       | 210             | —               | 1,85                             | 11                     |
| » выпуска 1895—1899 гг.                                                   | Од                       | 52,3                         | 1150                       | 500/730               | 650            | 152,6                   | —                       | 190             | —               | 1,85                             | 11                     |
| Тип Рязано-Уральской ж. д. (тип 2 Брянского завода)                       | Од                       | 50,0                         | 1150                       | 490/730               | 650            | 167,5                   | —                       | 210             | —               | 1,85                             | 11                     |
| Нормальный тип 1897 г.                                                    | Од                       | 52,5                         | 1200                       | 500/730               | 650            | 152,6                   | —                       | 190             | —               | 1,85                             | 12                     |
| Тип Юго-Западных ж. д. (тип 66 Коломенского завода)                       | Ок                       | 51,5                         | 1200                       | 510/740               | 650            | 144,4                   | —                       | 190             | —               | 2,10                             | 11,5                   |
| Нормальный тип 1901 г.                                                    | Ов, Ок                   | 52,5                         | 1200                       | 500/730               | 650            | 152,6                   | —                       | 190             | —               | 1,85                             | 11,5                   |
| Нормальный тип 1904 г.                                                    | Ов, Ок                   | 52,5                         | 1200                       | 500/730               | 650            | 152,6                   | —                       | 190             | —               | 1,85                             | 12                     |
| Путиловский                                                               | Оп                       | 54,0                         | 1200                       | 550                   | 650            | 128,2                   | 26,9                    | 110             | 18              | 1,85                             | 11,5                   |
| "                                                                         | Оп                       | 54,0                         | 1200                       | 550                   | 650            | 135,3                   | 27,5                    | 160             | 1               | 1,85                             | 11,5                   |
| Сормовский                                                                | Оп                       | 55,0                         | 1200                       | 550                   | 650            | 131,2                   | 27,4                    | 114             | 19              | 1,85                             | 11,5                   |
| Модернизированный в период                                                |                          |                              |                            |                       |                |                         |                         |                 |                 |                                  |                        |
| 1913, 1915 гг.                                                            | Оо                       | 50,0                         | 1150                       | 500                   | 650            | 152,6                   | —                       | 190             | —               | 2,10                             | 11,5                   |
| с 1915 г.                                                                 | Оп                       | 51,5                         | 1200                       | 540                   | 650            | 132,5                   | 27,0                    | 116             | 18              | 1,85                             | 12                     |
| 1923 г.                                                                   | Оу                       | 54,0                         | 1200                       | 500/730               | 650            | …                       | —                       | …               | —               | 1,85                             | 14                     |
| 1926—1927 гг.                                                             | Оч                       | 55,0                         | 1200                       | 500/730               | 650            | 132,5                   | 27,0                    | 116             | 21              | 1,85                             | 12                     |
| 1933—1935 гг.                                                             | Оп                       | 52,4                         | 1200                       | 500                   | 650            | 126,9                   | 41,1                    | 101             | 21              | 1,85                             | 14                     |

Основные размеры некоторых разновидностей паровозов серии О:

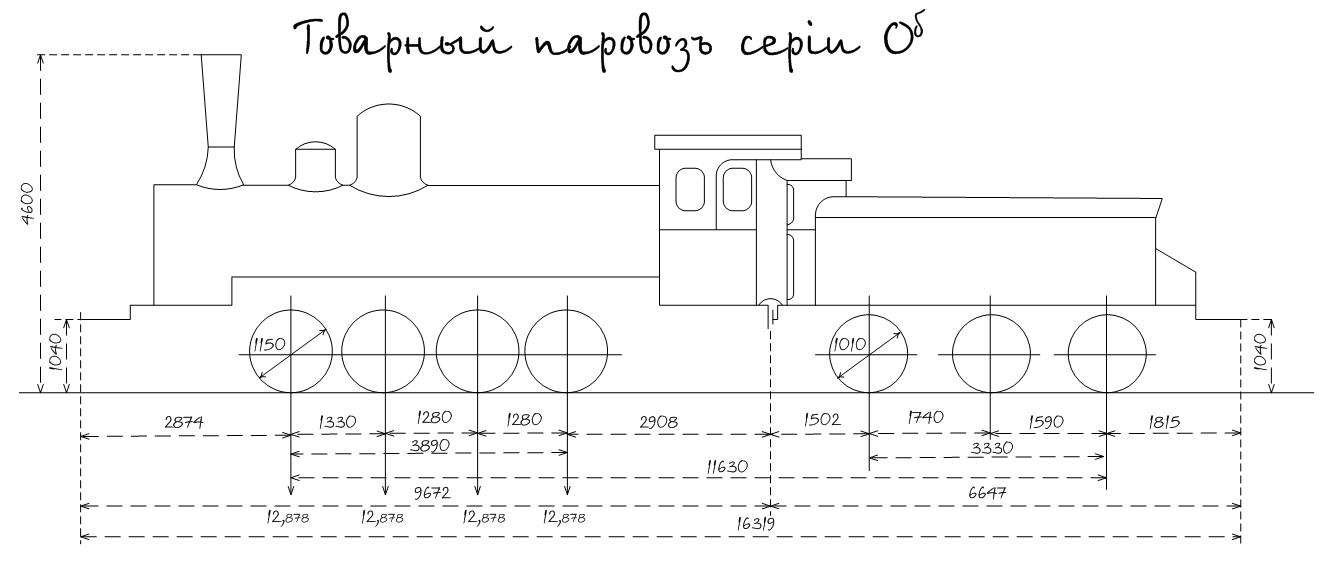
Од
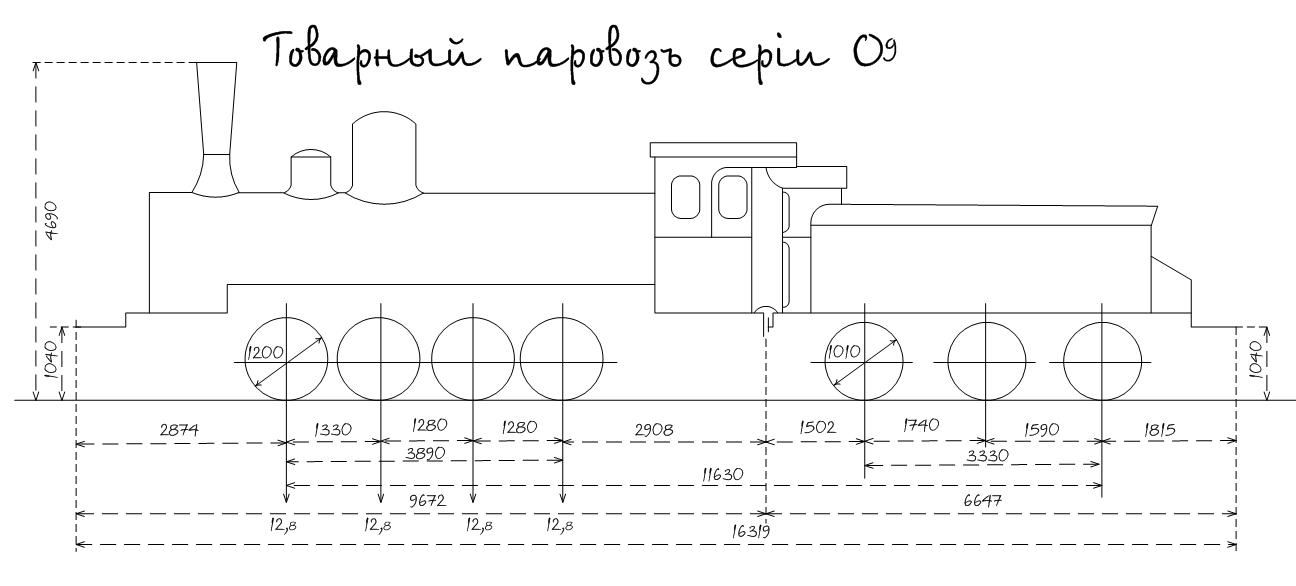
Од
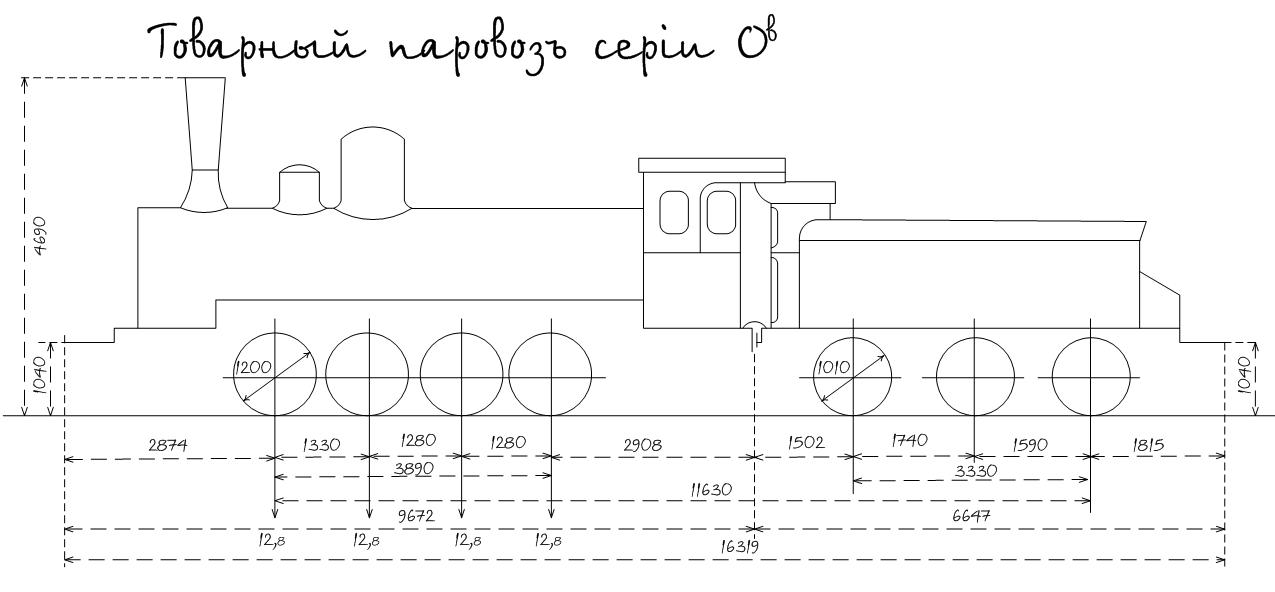
Ов с 3-осным тендером
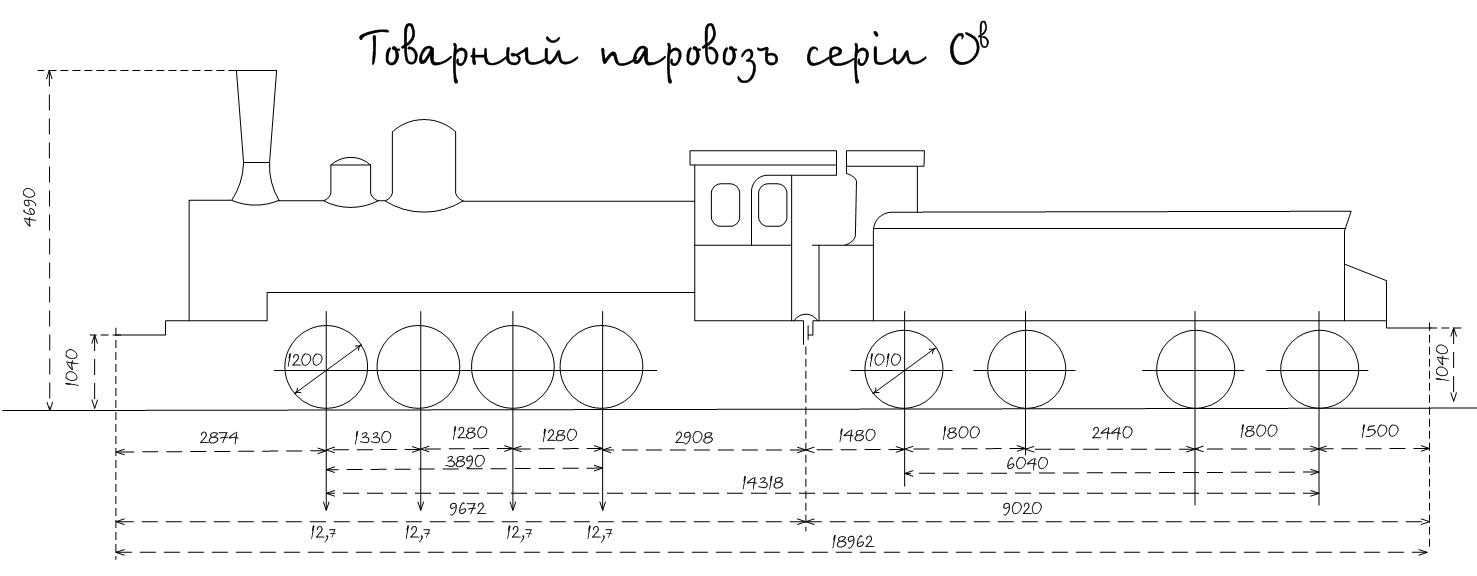
Ов с 4-осным тендером

### Экипажная часть

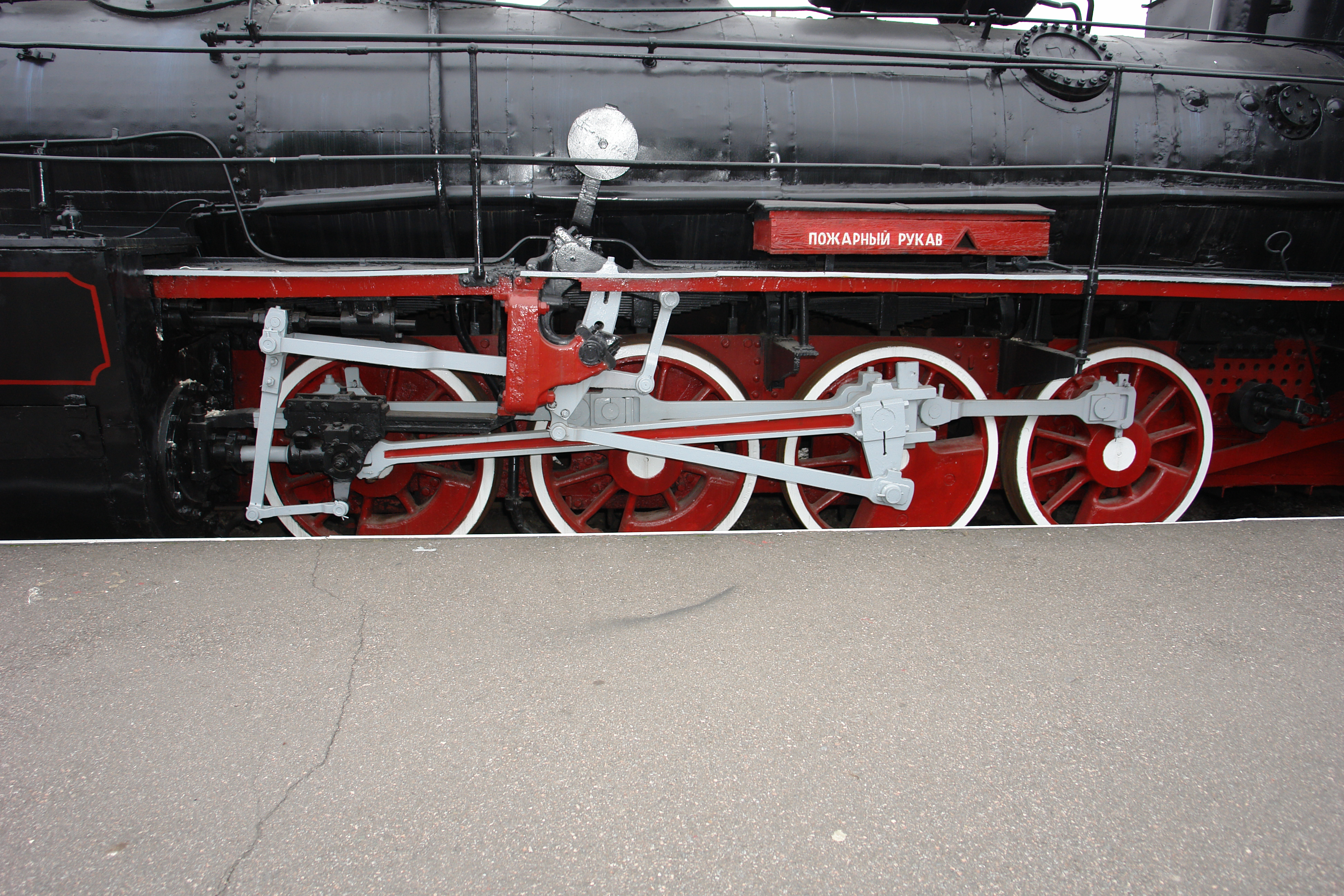
Вид на ходовую часть паровоза

Паровоз имеет листовую раму с толщиной полотен 33 мм. Спереди обе боковины соединены скреплением, которое также является передней опорой котла и упряжным ящиком. Сзади рамные листы соединены сцепным ящиком (служит для соединения паровоза с тендером); кроме того, в средней части рамы помещены ещё три поперечных скрепления. Элементы рамы локомотива соединены между собой с помощью заклёпочных соединений. Рессорное подвешивание одинарное из листовых рессор, причём рессоры первой, второй и третьей колёсных пар соединены между собой балансирами. Колёсные пары — бандажные, толщина бандажей составляет 65 мм. Третья ось является ведущей — на неё непосредственно передаётся усилие от поршней паровой машины. Бандаж ведущей оси — без гребня. Тормозные оси на паровозе отсутствуют, локомотив останавливается лишь за счёт тормозных осей тендера.

### Котёл

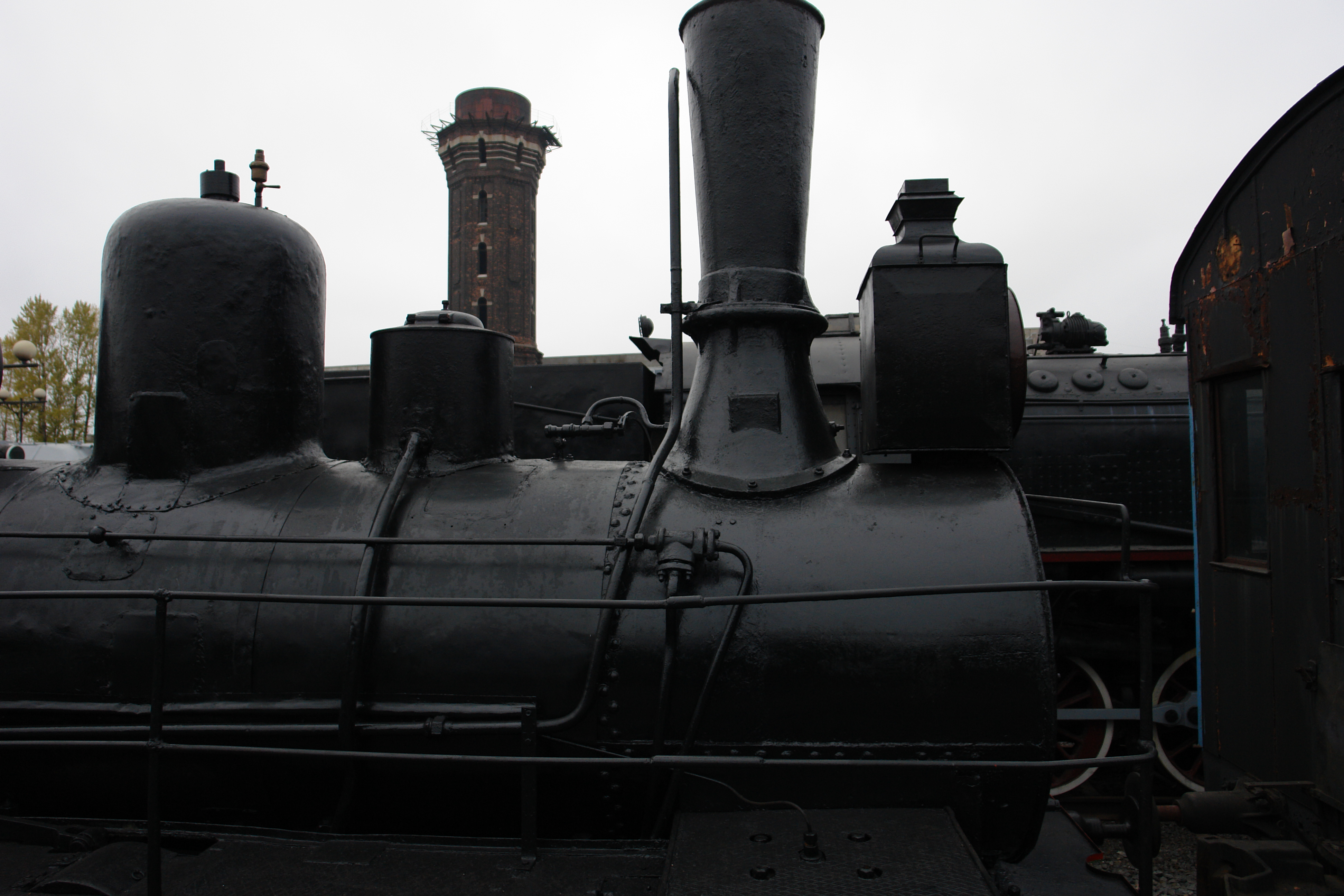
Вид на дымовую коробку и переднюю часть котла

Котёл паровоза состоит из четырёх барабанов, соединённых внахлёстку. Внутренний диаметр двух из них составляет 1470 мм, а двух других — 1430 мм. На втором барабане (если считать от передней части котла) установлен сухопарник (паровой колпак) высотой 1050 мм и внутренним диаметром 712 мм. Перед ним установлена ручная песочница. Длина дымогарных труб паровозов всех разновидностей - 4660 мм, а внутренний диаметр - 46/51 мм (такие же трубы вскоре стали устанавливать на многих российских и советских паровозах — В, Ц, Ѳ, Ѵ, Э, СО и т. д.). Диаметры и количество жаровых труб у разных разновидностей существенно различались: так, у выпущенных в 1907 году Путиловским заводом паровозов Оп была одна жаровая труба диаметром 300/321 мм, а у паровозов Сормовского завода (1908) было 19 труб с диаметром 115/127 мм. После 1915 года, при оборудовании паровозов пароперегревателями, на них устанавливали 18, а позже - 21 трубу с внутренним диаметром 115/113 мм. Паровозы с 19 жаровыми трубами имели пароперегреватель Ноткина, остальные — пароперегреватель Шмидта.
Топка имеет цилиндрический потолок кожуха и поставлена между рамных листов. Колосниковая решётка состоит из трёх рядов колосников.
В передней части котла расположена дымовая коробка длиной 1550 мм и диаметром 1530 мм. В ней расположен конус с постоянным сечением, служащий для создания тяги в топке.

### Паровая машина
На большинстве паровозов серии О установлена паровая машина компаунд (на паровозах серий Оо и Оп была установлена простая паровая машина). Пар из котла сначала поступает в цилиндр высокого давления (правый, диаметром 490—510 мм), а затем в цилиндр низкого давления (левый, диаметром 710—730 мм). При оборудовании паровозов пароперегревателями паровую машину заменяли на простую (на паровозах Оч паровую машину оставляли без изменений).

## Эксплуатация

### На российских и советских железных дорогах
Первые паровозы данной серии (типы 39, 40 и 50 Коломенского завода) поступали лишь на отдельные железные дороги. После принятия в 1893 году паровозов типа 50 основными для российских железных дорог, они стали поступать и на остальные железные дороги. Так, уже паровозы «нормального типа 1893 г.» (Од) эксплуатировались на всех казённых и трёх частных (Юго-Восточные, Владикавказская и Рязано-Уральская), то есть всего на 22 железных дорогах. Данные локомотивы, по сравнению с паровозами серии Ч, сжигали больше топлива (на некоторых железных дорогах — почти на четверть), при этом вес поездов не менялся.
Последующие разновидности паровоза получали всё большее распространение. Так, паровозы «нормального типа 1897 г.» (Од), построенные в количестве более 3 тыс., поступали на 27 железных дорог, а паровозы «нормального типа 1901 г.» (Ов, более 4 тыс.) — на 31 (казённые Западно-Сибирская и Средне-Сибирская железные дороги к тому времени были объединены в Сибирскую железную дорогу). Паровозы «нормального типа» с изменённым парораспределительным механизмом (Ок) поступили на 13 казённых железных дорог, на частные железные дороги они не поступали.
Принятие в 1905 году паровозами «нормального типа» паровозов серии Щ и начало их массового строительства с 1907 года, привело не только к сильному снижению выпуска паровозов О (в 1906 году было выпущено 808 паровозов, в 1907 — 315, а за весь период 1908—1928 гг. — 262 паровоза), но и к тому, что они почти все стали поступать на промышленные предприятия (с 1908 г. на железные дороги поступило всего 6 паровозов серии Ов). В период с 1925 по 1935 год бо́льшая часть паровозов была переведена на маневровую работу, либо передана на промышленные предприятия. Всего паровозы О в течение почти 30 лет обеспечивали подавляющее большинство грузовых перевозок вначале на главных, а затем второстепенных железных дорогах России, чем и обеспечили себе признание у многих железнодорожников и любителей железных дорог. Так, паровозы разновидностей Од и Од получили у железнодорожников прозвище «джойка» (в честь автора парораспределительного механизма), а разновидность Ов — «овечка», впоследствии прозвище «овечка» распространилось на все разновидности паровозов О. На 1 января 1940 года, из 9129 выпущенных паровозов серии О, парк советских железных дорог насчитывал ещё 5125 локомотивов, которые были распределены по всем существовавшим в то время 43 железным дорогам СССР. Последним участком поездной работы паровозов Ов была тупиковая линия Чернышевск — Букачача Забайкальской железной дороги, на которой паровозы проработали до 1964 года.

### На зарубежных железных дорогах

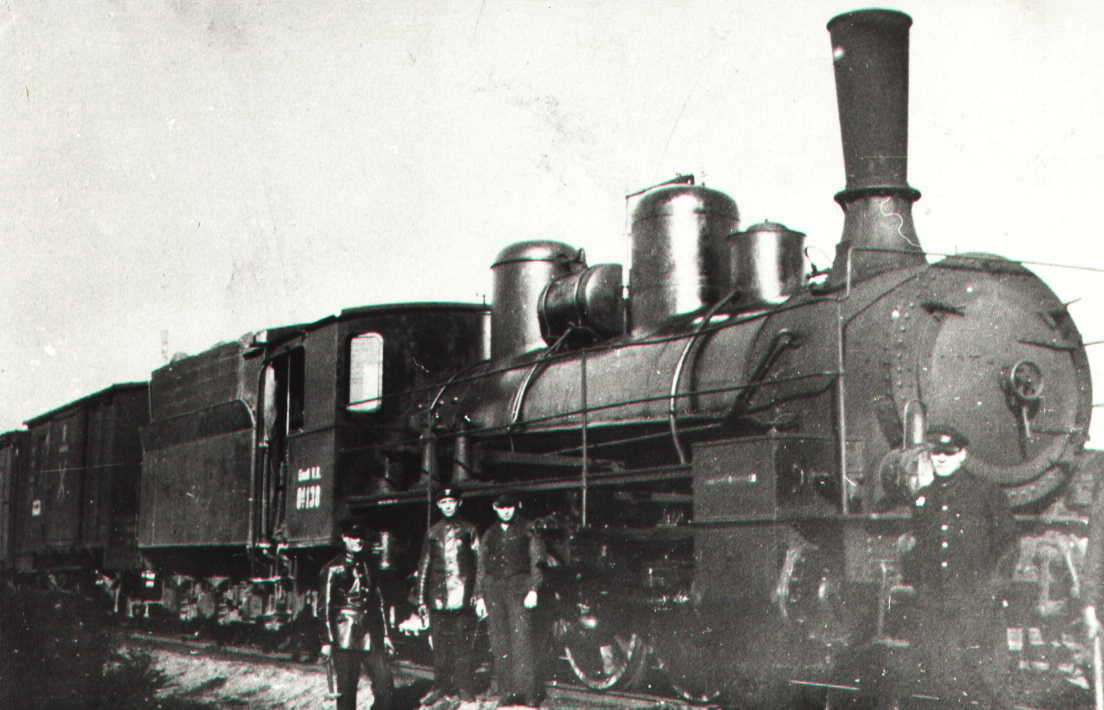
O^{k} (О^{п}) № 138 на Эстонской железной дороге. 1920 г.

В 1918 году, после заключения Брестского мира, от России были отделены большие территории с находящимися на них железными дорогами. Так несколько сотен паровозов О оказались на территории других стран — Латвии, Литвы, Эстонии, а также Польши, причём на железных дорогах прибалтийских стран они составляли большинство локомотивного парка. На зарубежных железных дорогах паровозы подвергались различным переделкам — их перешивали на колею 1435 мм, устанавливали пароперегреватели — после чего паровозам давали новые обозначения серии. Так, на железных дорогах Польши «джойки» и «овечки» получили обозначения серии Tp102 и Tp104 соответственно, где T означала Towarowe («Товарный»), а маленькая p — осевую характеристику локомотива (0-4-0). В 1939 году, после нападения Германии на Польшу, часть этих паровозов оказалась на территории Германии, где всем бывшим русским паровозам с четырьмя движущими осями (О, Ч, Щ) присваивали единую серию — 55.61. В ноябре 1939 года, в результате пакта Молотова — Риббентропа, в состав СССР были включены Западная Белоруссия и Западная Украина, а в июне 1940 года были присоединены и прибалтийские страны. Бывшие русские паровозы переделывали на «русскую колею» (1524 мм), после чего им возвращали старые обозначения серий. Паровозам, которые были оборудованы пароперегревателями, присваивали обозначение серии Оп.

### Боевое применение

Бронированный О^{д}419 бронепоезда «Сталинец»

По сравнению с другими российскими и советскими паровозами, паровозы серии О чаще всего участвовали в боевых действиях. Когда в сентябре 1918 года началась унификация бронепоездного парка Красной армии и была принята единая конструкция бронепоездов, то в качестве локомотивов для них были приняты именно паровозы О. Это связано прежде всего с тем, что у более современных, на тот момент времени, паровозов серий Щ, С и Э нагрузка от оси на рельсы достигала 16 тс, что являлось предельной величиной для большинства железнодорожных путей того времени. С дополнительным весом броневой защиты паровоз становился ещё тяжелее и мог повредить рельсы. В отличие от них, паровозы серии О, имея осевую нагрузку около 12,5—13 тс, имели большой запас по бронированию. К тому же, эти паровозы имели меньшие размеры, а следовательно — менее уязвимы. Высокая надёжность и «всеядность» ещё больше повышали живучесть этих локомотивов.

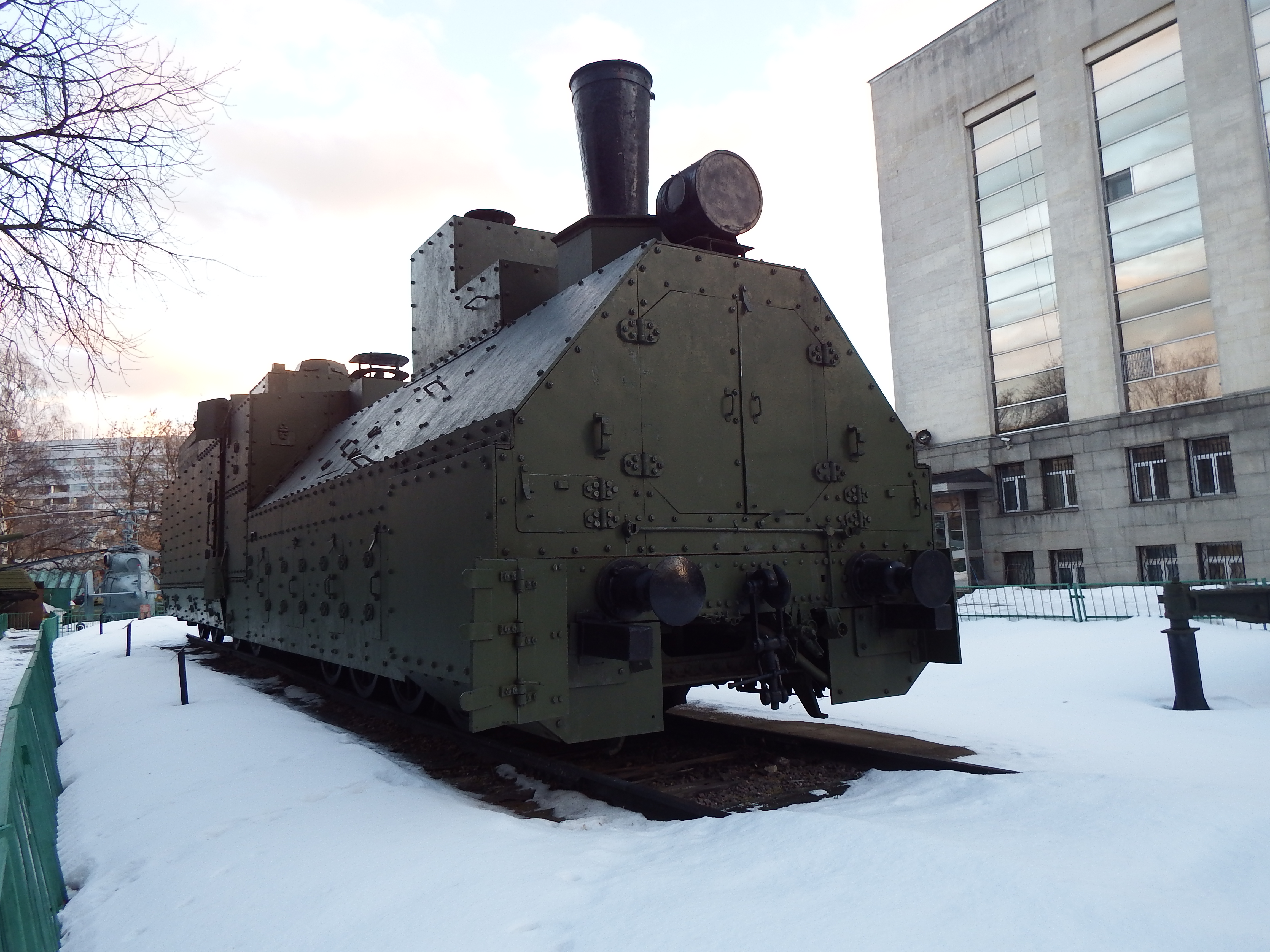
Бронепаровоз О^{в} № 5067 из состава бронепоезда «Красновосточник» в Центральном музее Вооружённых Сил, Москва

Эти же данные оценили не только в России. Так, в 1919—1920 годах в Польше несколько трофейных паровозов серии О вошли в состав бронепоездов и принимали участие в советско-польской войне.
Паровозы О являлись основными локомотивами бронепоездов и во время Великой Отечественной войны. К тому времени на большинстве железнодорожных путей были уложены более тяжёлые рельсы, которые допускали нагрузку от оси на рельсы в пределах 18—20 тонн. Это позволяло на бронепаровозах применять более толстую броню, толщина которой могла доходить до 30—50 мм, а также устанавливать вооружение (в основном зенитные пулеметы на базе ДШК и ПВ-1).

## Оценка паровоза
Установка на паровозах серии О парораспределительного механизма Джоя (а после — Вальсхарта) с внешним расположением кулисы значительно облегчало ремонт, по сравнению с предыдущими паровозами, у которых кулиса располагалась внутри рамы. Относительно небольшая нагрузка от движущих осей на рельсы позволяла эксплуатировать эти паровозы на всех государственных и частных железных дорогах Российской империи. Применение машины компаунд, вместо простой, теоретически должно было дать экономию в топливе. В 1892 году эти параметры полностью удовлетворяли требованиям комиссии Министерства путей сообщения, которой требовался паровоз для обновления разнотипного локомотивного парка, поэтому в 1892 году паровозы типа 50 Коломенского завода и были выбраны для «основного типа». Обновление локомотивного парка МПС, в котором на тот момент времени насчитывалось более 4 тыс. локомотивов сотни различных серий, привело к массовому выпуску паровозов серии О.
В процессе эксплуатации новых локомотивов выявились некоторые технические недостатки. Так, по сравнению с предыдущими паровозами с простой машиной, они вместо экономии имели перерасход топлива, который у «паровозов нормального типа 1893 г.» (Од) достигал 9 %; неэкономичными оказались и паровозы серии Од. Никаких исследований не велось, поэтому причина повышенного расхода топлива так и осталась неустановленной. У паровозов Ов с кулисой Вальсхарта расход топлива был меньше, но к этому времени ряд российских паровозостроительных заводов уже выпускали более мощные и экономичные паровозы. Сравнение характеристик наиболее массовых разновидностей паровозов серии О — Од и Ов — и некоторых других серий грузовых паровозов, эксплуатировавшихся в то время на российских железных дорогах, приведено в табл. 7.
| Серия по системе 1912 г. | Осевая формула | Масса в рабочем состоянии, т | Масса в рабочем состоянии, т | Диаметр движущих колёс, мм | Диаметр цилиндров, мм | Ход поршня, мм | Поверхность нагрева, м² | Поверхность нагрева, м² | Площадь колосниковой решётки, м² | Период производства | Количество построенных локомотивов |
| Серия по системе 1912 г. | Осевая формула | общая                        | сцепная                      | Диаметр движущих колёс, мм | Диаметр цилиндров, мм | Ход поршня, мм | испаряющая              | пароперегревателя       | Площадь колосниковой решётки, м² | Период производства | Количество построенных локомотивов |
| --- | -------------- | ---------------------------- | ---------------------------- | -------------------------- | --------------------- | -------------- | ----------------------- | ----------------------- | -------------------------------- | ------------------- | ---------------------------------- |
| Чк1 | 0-4-0          | 48,4                         | 48,4                         | 1200                       | 500                   | 650            | 178,2                   | —                       | 1,86                             | 1883—1891           | 499                                |
| Ц | 1-4-0          | 62,7                         | 52,1                         | 1270                       | 530/750               | 650            | 180,5                   | —                       | 2,48                             | 1896—1904           | 214                                |
| Од | 0-4-0          | 52,5                         | 52,5                         | 1200                       | 500/730               | 650            | 152,6                   | —                       | 1,85                             | 1897—1903           | 3172                               |
| Р | 1-4-0          | 61,0                         | 53,0                         | 1230                       | 400/600               | 600            | 155,6                   | —                       | 2,54                             | 1899—1911           | 477                                |
| Ов | 0-4-0          | 52,5                         | 52,5                         | 1200                       | 500/730               | 650            | 152,6                   | —                       | 1,85                             | 1901—1928           | 4175                               |
| Щ | 1-4-0          | 77,2                         | 64,2                         | 1300                       | 510/765               | 700            | 206,1                   | —                       | 2,8                              | 1906—1918           | 1910                               |
| Ы | 0-4-0          | 59,5                         | 59,5                         | 1200                       | 520/770               | 650            | 185,4                   | —                       | 2,55                             | 1910—1920           | 236                                |
| Э | 0-5-0          | 80,4                         | 80,4                         | 1320                       | 650                   | 700            | 194,4                   | 53,8                    | 4,46                             | 1912—1925²          | 1528²                              |
| Примечания: 1. Паровоз «правительственного запаса», послуживший основой для паровозов типа 39 Коломенского завода 2. Без учёта модификаций, выпускавшихся с 1922 года (Эш, Эг, Эу, Эм, Эр) |                |                              |                              |                            |                       |                |                         |                         |                                  |                     |                                    |

Как видно из таблицы, у «джойки» и «овечки» некоторые параметры (площадь колосниковой решётки, испаряющая поверхность котла, сцепная масса) были меньше, чем у прочих локомотивов, что вело к отставанию по мощности и силе тяги. Прежде всего это было обусловлено весовыми ограничениями (в то время на большинстве казённых дорог осевая нагрузка была ограничена 13 тс), которые не позволяли увеличить сцепную массу паровоза, а следовательно и силу тяги. Также весовые ограничения не позволяли улучшить параметры котла за счёт установки в нём дополнительных дымогарных труб (а значит и увеличения площади нагрева), либо увеличения площади топки. Когда же на большинстве железнодорожных путей было усилено верхнее строение, конструкция «овечек» уже морально устарела. Постепенно, по мере поступления на железные дороги более мощных локомотивов, паровозы серии О стали переводить на второстепенные направления, либо на маневровую работу.
В то же время, именно из-за небольшого веса, паровозы этой серии стали основными локомотивами для бронепоездов, так как низкий сцепной вес позволял установить больше броневой защиты, а мощности было достаточно для того, чтобы тянуть бронеплатформы. Также из-за малого веса паровозы О в советское время отправлялись на различные стройки — они могли работать на неукреплённых рельсовых путях, на которых не могли эксплуатироваться более современные, но одновременно с тем и более тяжёлые локомотивы.
Немаловажную роль в судьбе серии сыграли простота и надёжность конструкции. Паровозы О создавались в то время, когда ещё не было специальных сталей и точных методов расчёта, поэтому все детали делались с большим запасом прочности, что только повышало надёжность и живучесть. Также, несмотря на неэкономичность, паровозы могли работать на различных типах топлива: уголь, мазут, торф, дрова. Такая «всеядность», вместе с высокой надёжностью, привела к тому, что «овечки» отправлялись для работы на отдалённые железные дороги Сибири и северных районов страны, где они и проработали свои последние годы.

## Сохранившиеся паровозы

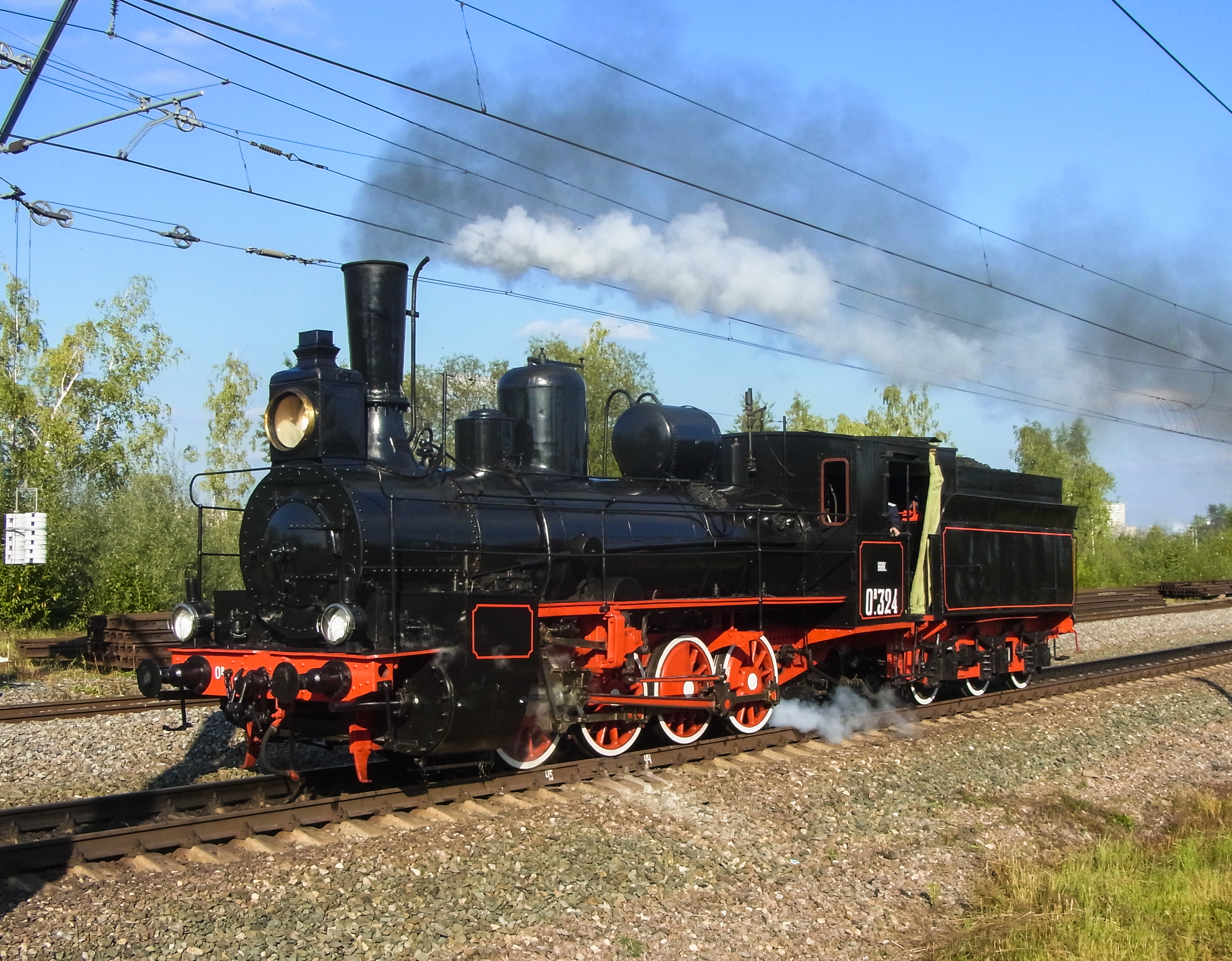
О^{в}324 один из трёх сохранившийся в рабочем состоянии представитель серии

### В рабочем состоянии
В России находится несколько паровозов этой серии. Один из них — Ов324, выпущенный в 1905 году Невским заводом с тендером Ов6135, приписан к локомотивному депо Санкт-Петербург Финляндский (ТЧ-12). Второй — Ов6640 с тендером Ол1236, приписан к локомотивному депо Санкт-Петербург Финляндский (ТЧЭ-12), находится в Музее железных дорог России (по данным на 2019 год). Третий паровоз Оп7587 с тендером О7459 приписан к локомотивному депо Имени Ильича (ТЧЭ-18).

### В музеях
0д-2264-

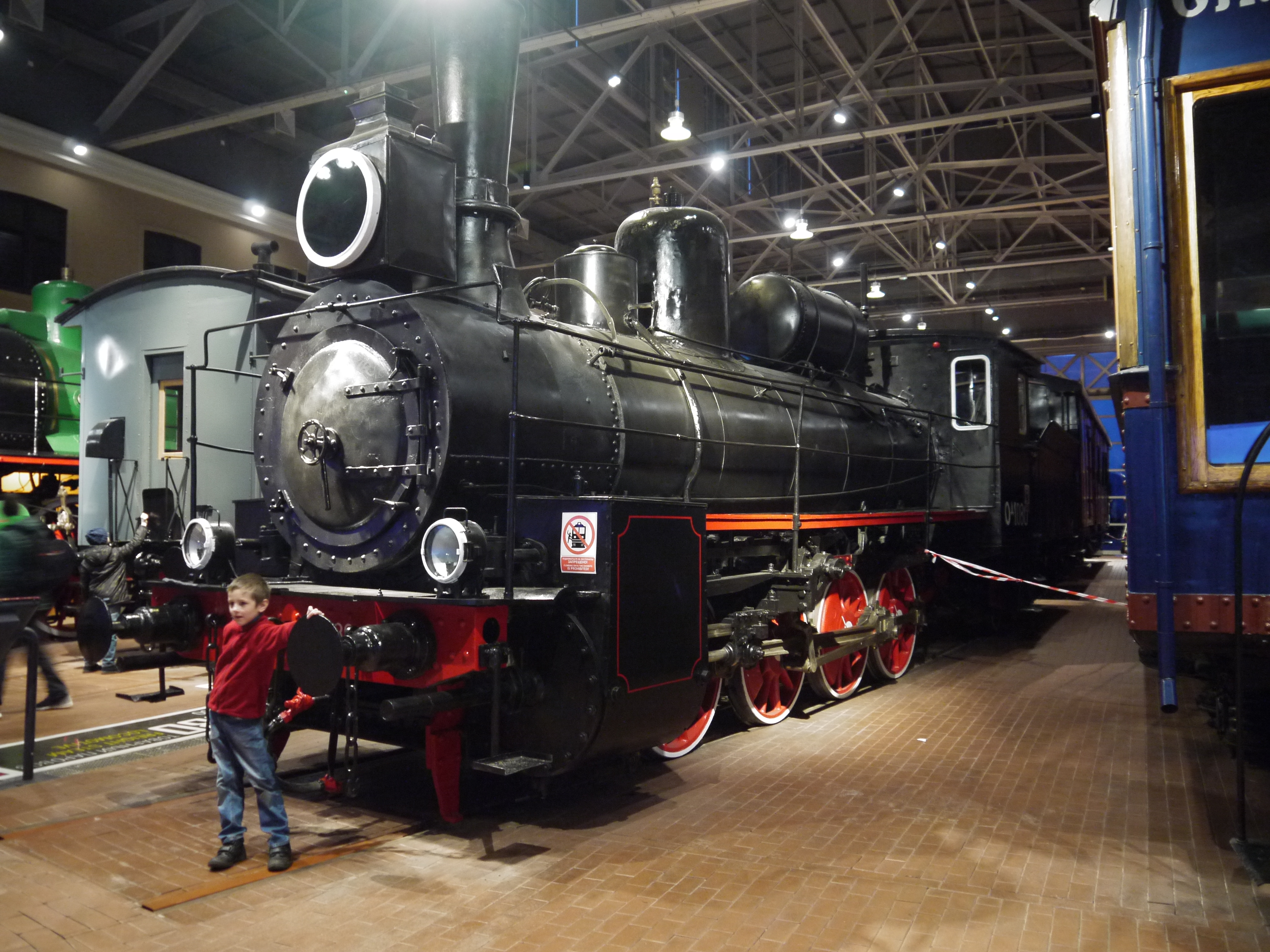
О^{д}1080 в Центральном музее Октябрьской железной дороги

- Ов841 — Московский железнодорожный музей на Рижском вокзале.[18]
- Од1080 (тендер от Од1679) и Ов6640 — Центральный музей Октябрьской железной дороги .
- Ов1534 — Ташкентский железнодорожный музей.[18]
- Ов4171 — Музейный комплекс УГМК, г. Верхняя Пышма, Свердловская область.[19]
- Ок5294 — музей близ станции Лебяжье (Ленинградская область).
- Ов5769 — музей истории и развития Донецкой железной дороги (станция Донецк).[18]

Кроме того, на открытой площадке Центрального музея Вооружённых Сил в Москве установлен бронированный паровоз Ов5067 из состава бронепоезда «Красновосточник».

### Паровозы-памятники

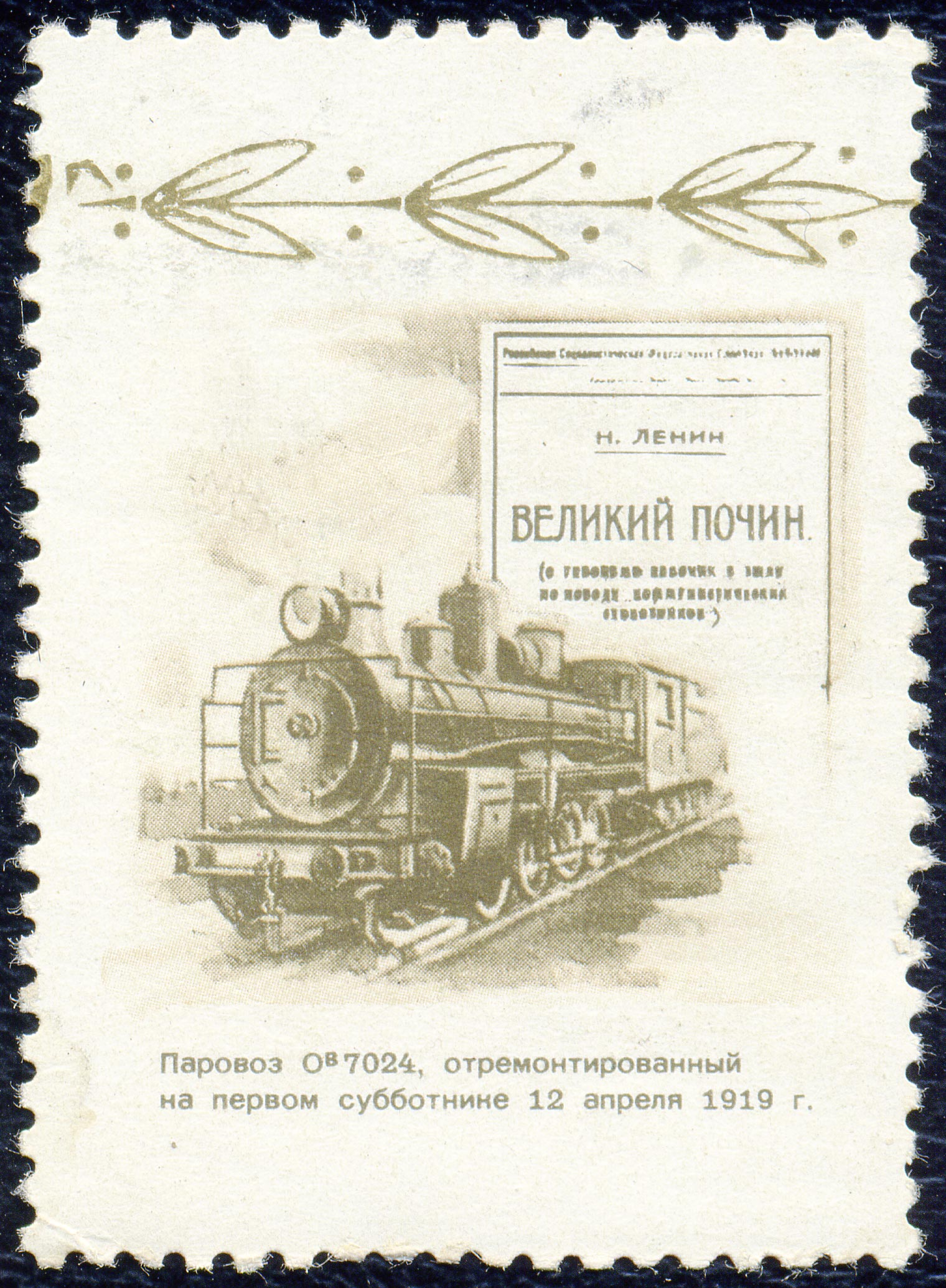
Паровоз О^{в}7024

- В депо Москва-Сортировочная установлен Ов7024. Это один из трёх паровозов, отремонтированных на первом коммунистическом субботнике 12 апреля 1919 года в депо Москва-Сортировочная: тогда пятнадцать рабочих остались в цехе на ночь, чтобы восстановить паровозы. 2 марта 1959 года был отремонтирован на коммунистическом субботнике в депо Хабаровск-2 и в холодном состоянии отправлен в Москву. 12 апреля 1959 года в 40-летний юбилей первого коммунистического субботника паровоз был торжественно установлен на вечную стоянку в цехе № 2 периодического ремонта депо Москва-Сортировочная.[18][20][21]

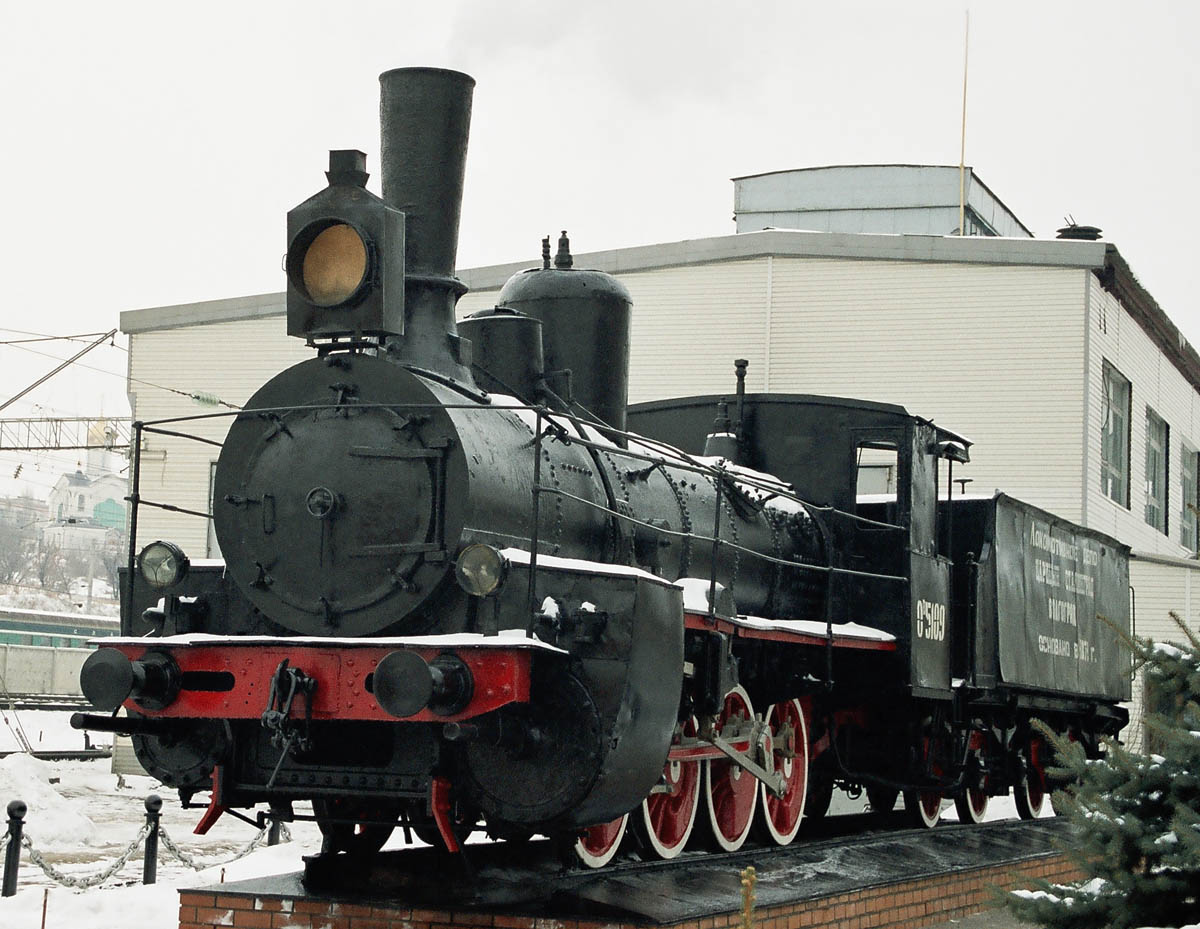
Паровоз О^{в}5109

- Возле локомотивного депо Пермь-2 установлен Ов14, окрашенный в зелёный цвет.[18]
- В Нижнем Новгороде установлен бронепоезд «Козьма Минин», локомотивом которого является Оп139.[22]
- В Каневе установлен бронепоезд, локомотивом которого является Од1147.[23]
- В Муроме установлен бронепаровоз Ов3346 (из состава бронепоезда «Илья Муромец»).[18]
- Паровоз в Сарапуле

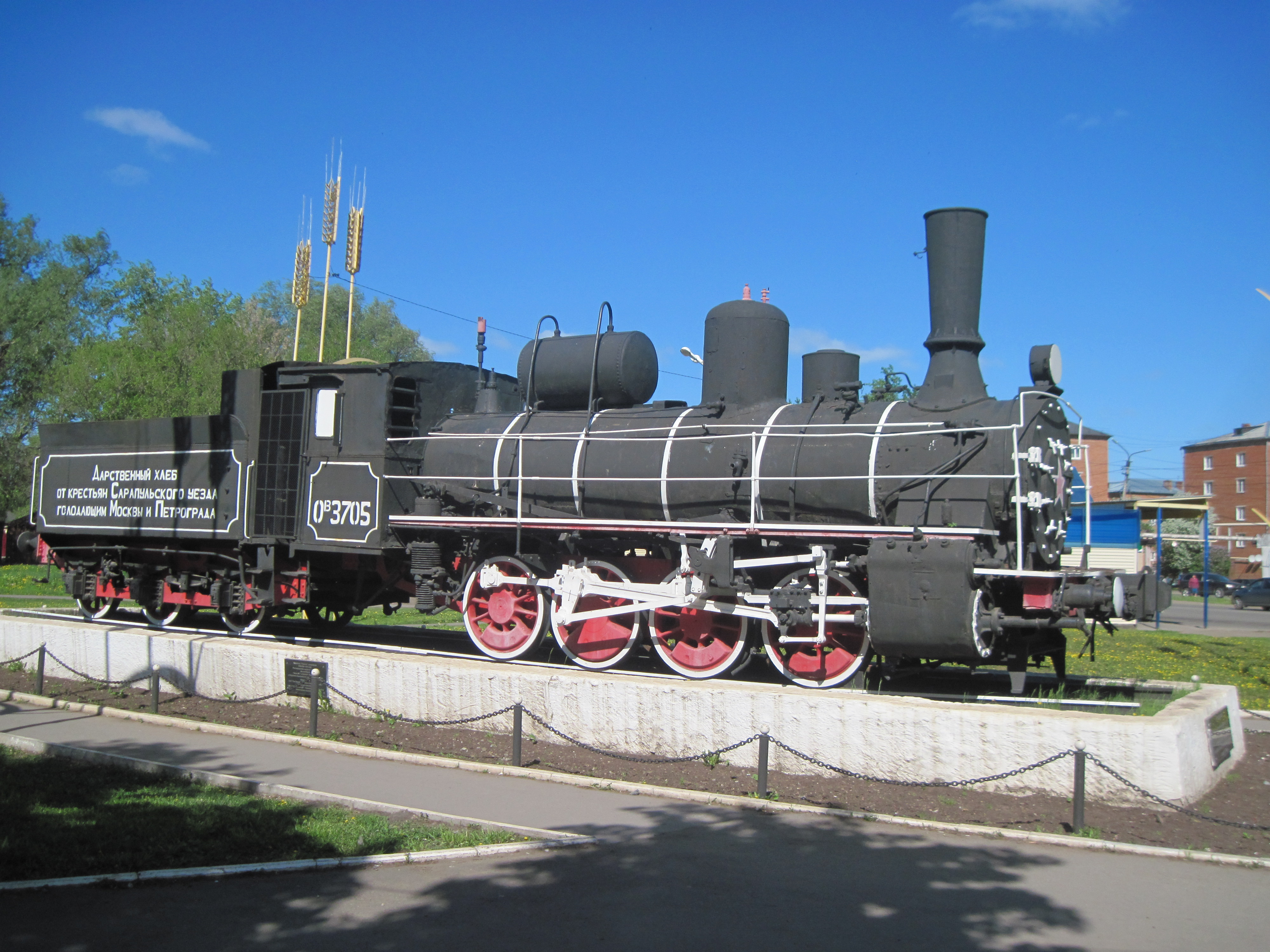
Паровоз в Сарапуле

В Сарапуле на привокзальной площади установлен Ов3705. Он был обнаружен в 1970-е гг. на одном из заводов центральной части России. После его установки на постамент появилась легенда о перевозке хлеба в годы Гражданской войны на данном паровозе с Сарапульского хлебоприёмного пункта в Москву. В июне 2006 года руководство Ижевского отделения Горьковской железной дороги решило не производить реставрацию этого паровоза, а заменить его на паровоз серии Эр. Это вызвало массовые протесты жителей города и даже был проведён митинг в защиту паровоза. В результате 9 сентября того же года отреставрированная «овечка» была вновь установлена на привокзальной площади.
- В Одессе возле мемориала обороны установлен макет бронепоезда, состоящий из паровоза Ов3818 и нескольких платформ того времени. Судя по табличке, установленной на паровозе, данный локомотив в период 1927—1973 гг. работал на железных дорогах Украинской ССР, а летом 1973 года силами локомотивного депо Одесса-Сортировочная был собран и 15 августа установлен бронепоезд, в состав которого вошёл и указанный паровоз.[27]

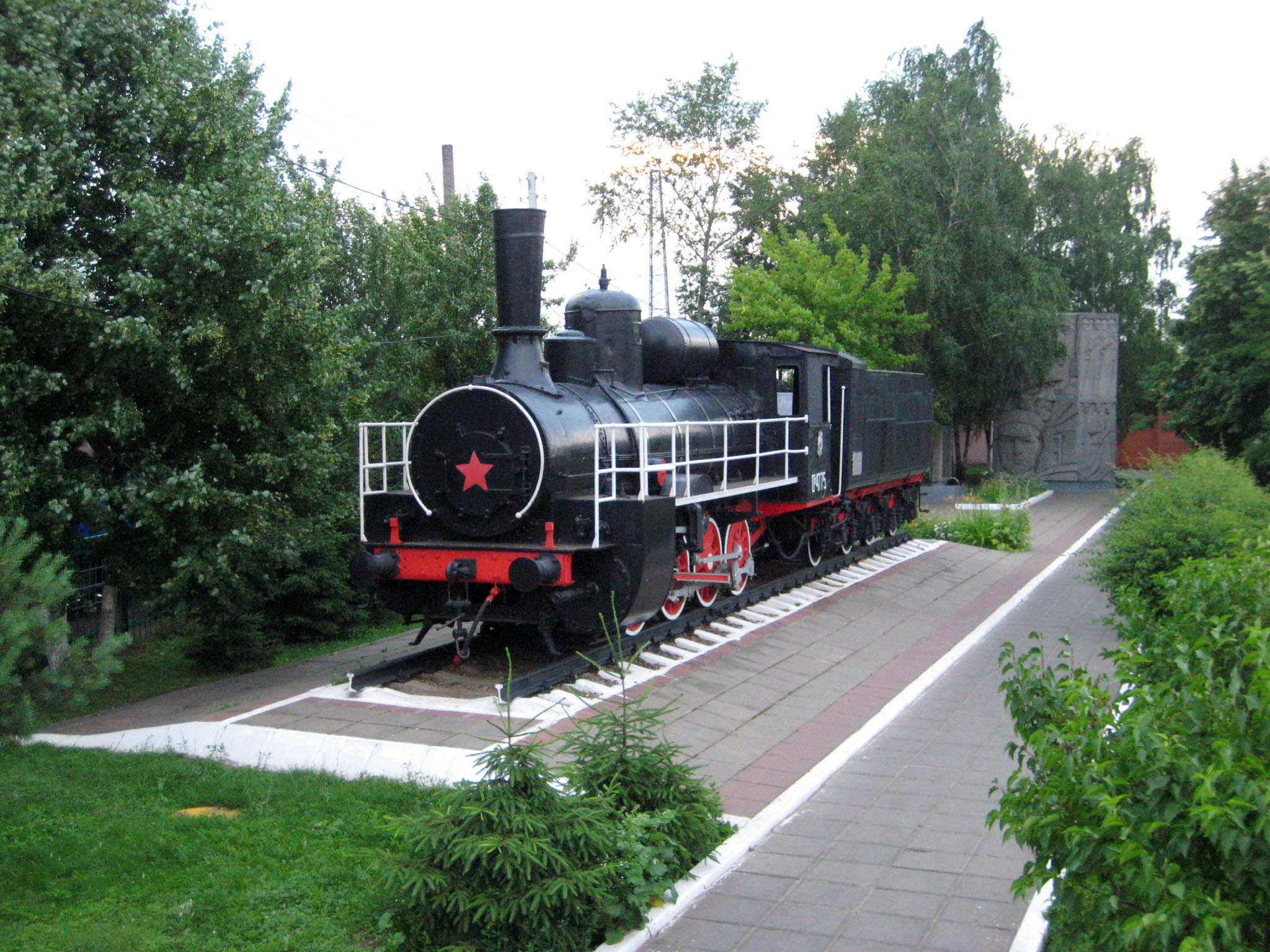
Паровоз О^{в}4775

- В Орле возле локомотивного депо установлен Ов4775 1898 года постройки. На тендере паровоза установлена памятная табличка с надписью: «Паровоз серии ОВ 1898 года выпуска установлен в ознаменование 120-летия депо 15 августа 1988 года».[18]

- Возле локомотивного депо Волгоград (ТЧ-3) установлен Ов5109. Этот паровоз в период Сталинградской битвы доставлял на передовые позиции поезда с боеприпасами и горючим. В ноябре 1967 года паровоз был установлен в качестве памятника. На паровозе установлена мемориальная доска с текстом: «Паровозы этой серии водили бронепоезда в годы Гражданской и Великой Отечественной войн. Обслуживались и ремонтировались рабочими депо Царицын — Сталинград». На тендере надпись «Локомотивное депо Царицын — Сталинград — Волгоград. Основано в 1871 г.».[21][28] Примечательно, что на этом же самом паровозе ещё до революции взорвался котёл.
- На станции Лев Толстой Юго-Восточной железной дороги установлен Ов5804. 31 октября (13 ноября) 1910 года на этой станции (тогда ещё Астапово[29]) сошёл простудившийся по дороге Лев Толстой, а утром 7 (20) ноября писателя не стало. Станция и посёлок были переименованы, а вскоре возле здания станции был поставлен на вечную стоянку Ов5804. На тендере паровоза прикреплена табличка с надписью: «Паровоз этой серии 31 октября (13 ноября) 1910 года доставил пассажирский поезд № 12 Смоленск — Козлов на станцию Астапово. С ним ехал тяжело заболевший в пути Л. Н. Толстой. Здесь на станции прошли последние дни его жизни».[30][31]
- В 2005 году был отреставрирован и установлен на территории Брянского завода паровоз Од1976, выпущенный в 1897 году.[23][32][33]

### Прочие сохранившиеся паровозы
После того, как строительство Трансполярной железной дороги было заброшено, на ней осталось 11 брошенных паровозов, большая часть из которых являются представителями серии Ов, по крайней мере 4 из них, на которых сохранились бирки — эти четыре паровоза расположены возле депо Таз (Долгий): Ов3821, Ов4171, Ов6154, Ов6698. Паровоз Ов4171 в 2013 году был вывезен в город Верхняя Пышма. После реставрации он должен занять место в экспозиции музея военной техники «Боевая слава Урала». По состоянию на июнь 2013 года паровоз собран и загрунтован, доступ посетителей музея к нему закрыт. Также известно, что в конце июля—начале августа 2005 года с территории Ермаково установленными лицами были вывезены 2 паровоза в Светлогорск, которые и по сей день находятся на причале Пионерный.

## Паровозы О в культуре

Скриншот из игры Transport Fever 2

### В кинематографе
Паровозы серии О можно увидеть в достаточно большом количестве фильмов. Чаще всего снимался уже упомянутый паровоз Ов324, который можно увидеть в следующих фильмах: «Сибирский цирюльник», «Анна Каренина» (2009), «Комедия строгого режима», «Морфий», «Край», «Статский советник» и другие. Также паровозы О можно увидеть в таких фильмах, как: «Летят журавли», «Неуловимые мстители» (Од438), «Даурия» (Ов1441), «Адъютант его превосходительства», «Мандат», «Ждите „Джона Графтона“», «Тихая Одесса», «Государственная граница», «Про уродов и людей» и прочих. Помимо этого паровозы серии О появляются во многих фильмах в составе бронепоездов: «Наш бронепоезд», «Последний бронепоезд», «Дачная поездка сержанта Цыбули», причём в последнем бронированный Ов играет роль немецкого паровоза. Паровоз (Од−2264 и Од−1764) можно увидеть и в фильме «Миколка-паровоз».

### В моделях
В 1970-е для любителей железнодорожного моделизма на заводе Счётмаш в Курске начали выпускать стартовый набор модели железной дороги в масштабе НО (1:87). В комплект, помимо 2 пассажирских вагонов, набора рельсов и блока питания, входила и действующая модель паровоза Ов724. Модель была выполнена по заводским чертежам и отличалась хорошей деталировкой, на будке машиниста помимо номера локомотива были нанесены герб СССР и знаки принадлежности к ЮУЖД (Южно-Уральская железная дорога). Кроме Ов724 небольшое количество было выпущено с номером Ов274 и принадлежности МскЖД (Московская железная дорога). Модель выпускалась с тремя вариантами тендеров: под отопление дровами, углём и нефтью. Готовился к выпуску и 4 вариант — четырёхосный тендер с паровозом Ов7024, но не запущен в производство. Выпуск моделей был прекращён на заводе в 1992 году.
В настоящее время в России выпускается набор для изготовления бумажной модели паровоза Ов (без тендера) в масштабе 1:30.

### На почтовых марках

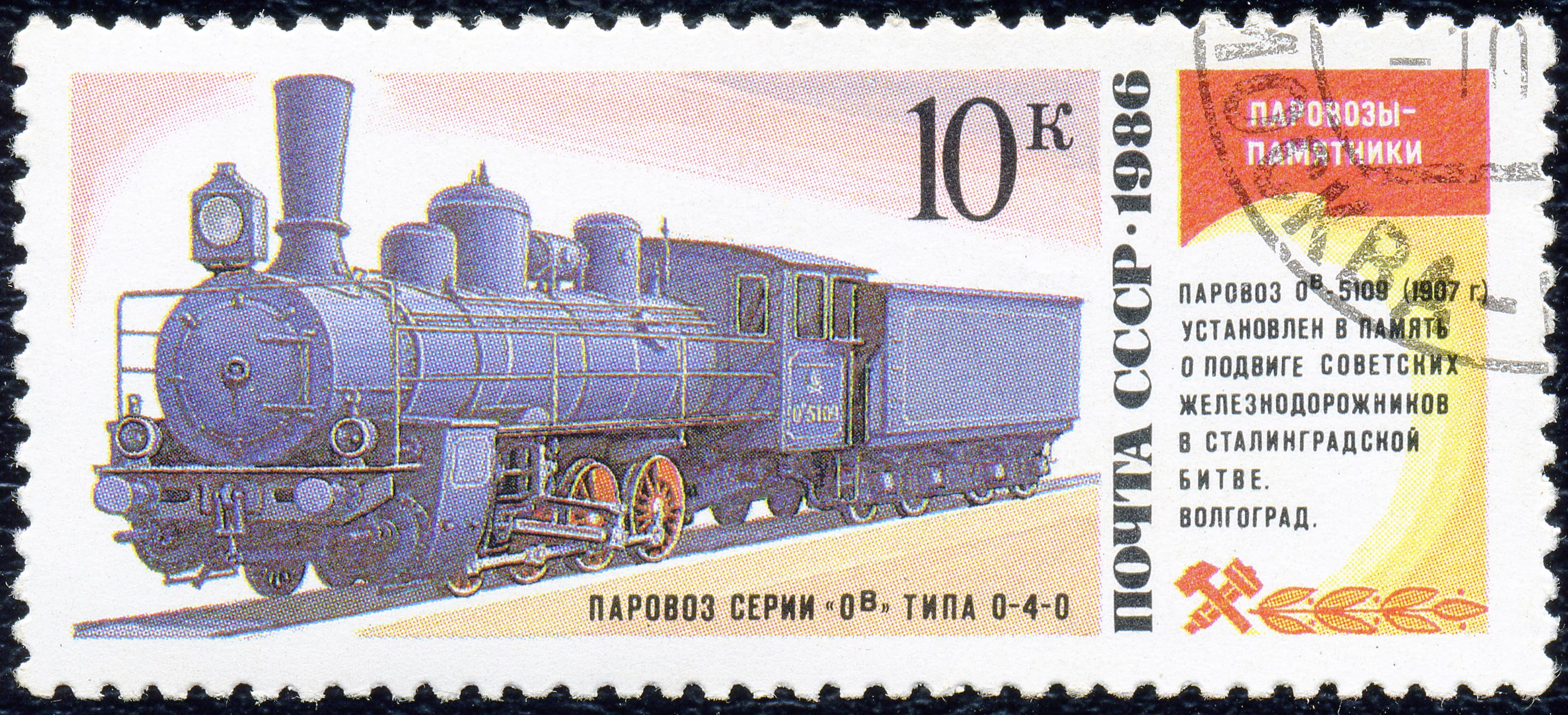
Ов5109 на советской почтовой марке
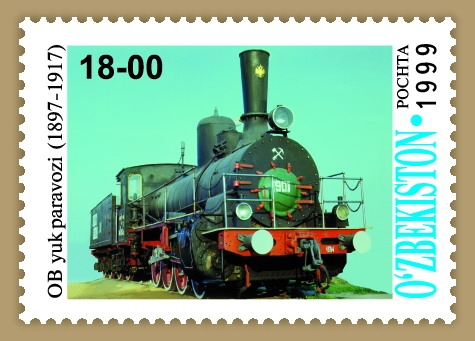
Ов на узбекистанской почтовой марке
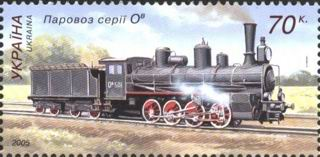
Ов на украинской почтовой марке

### В компьютерных играх
Представлен в дополнительном контенте к игре Transport Fever. В игре Transport Fever 2 по умолчанию в списке подвижного состава представлен Ов7024.

## Документалистика
- Бедная овечка (Документальный фильм). Режиссёр: Алексей Артемьев. Производство: Телекомпания «Gold Medium». ГТРК «Культура». 2017 г. Архивировано 15 июня 2017. Дата обращения: 17 июня 2017.